# 気候転換点
気候転換点（きこうてんかんてん、Tipping points in the climate system）またはティッピングポイントとは、それを超えると気候システムにおいて大規模かつ加速的で、しばしば不可逆的な変化が生じる臨界閾値のことをいう。

## 概要
気候転換点が超えられると地球温暖化を加速させ、人間社会に深刻な影響を及ぼす可能性が高い。気候転換挙動は、氷床・山岳氷河・海洋循環・生態系・大気など、地球全体に見られる。気候転換点の例としては、強力な温室効果ガスのメタンを大量放出する永久凍土の融解や、地球のアルベドを低下させてさらなる温暖化を引き起こす氷床や氷河の融解がある。永久凍土の融解は「脅威の増幅要因」とされ、大気中に現在存在する炭素のおよそ2倍の炭素量を保持しているためさらなる気候変動を引き起こす可能性があり、このことから永久凍土の解凍は地球温暖化の「時限爆弾」とも言われている。

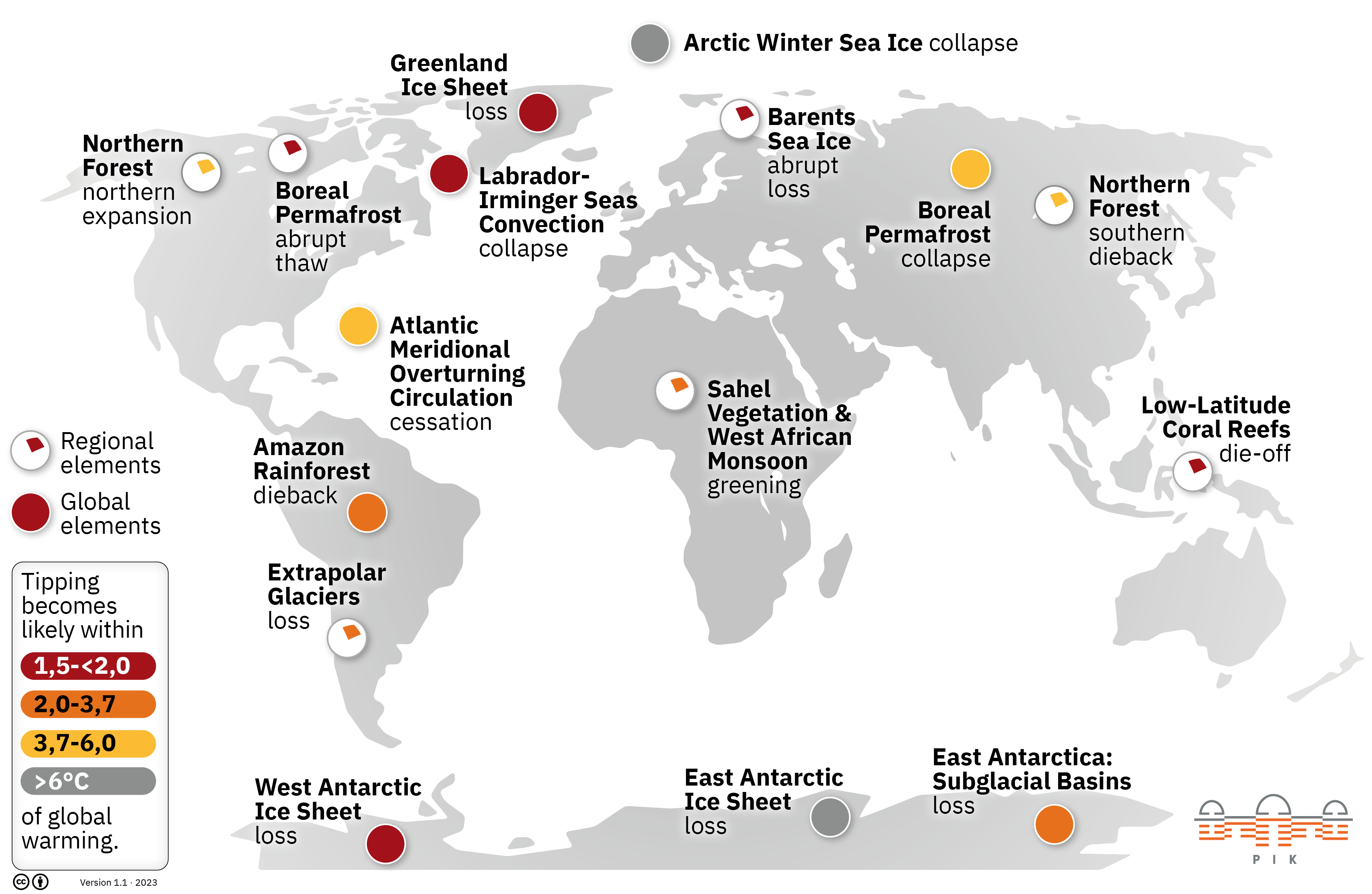
世界および地域のティッピング要素を示す地図：気温が特定値（気温の閾値に応じて色分けされている）を超えるとこの特定のティッピング要素が転換し異なる状態に移行する。

現在の地球温暖化（産業革命以前より1℃超の上昇）でも気候転換点が生じる可能性があり、2℃を超えるとその確率は極めて高くなる。一部の気候転換点はすでに超えているか目前に迫っている可能性がある。例えば西部南極およびグリーンランドの氷床・アマゾン熱帯雨林・暖水性サンゴ礁などが挙げられ、こうした気候転換点に達すると突然新しい状態に移行する可能性がある特定の地球活動システムの部分は、気候科学ではティッピング要素（転換要素、Tipping element）という用語で表される。
一つのシステムで気候転換点が超えられるとそれが連鎖的に他の転換点を引き起こし、深刻で潜在的に壊滅的な影響をもたらす危険がある。換言すると気候システムの一部で閾値が超えられると、それが連鎖的に別のティッピング要素を新たな状態へと移行させうる。例えば地球の平均気温が約0.8℃から3℃の範囲で上昇すると、グリーンランド氷床は気候転換点を超えて崩壊が不可避となる。西部南極およびグリーンランドの氷が融解すると、海洋循環が大幅に変化する。この結果北半球高緯度地域の持続的な温暖化が進み、永久凍土のさらなる劣化やタイガの衰退などの新たなティッピング要素が活性化されうる。
多くのティッピング要素が特定されており、2022年9月時点で、9つの地球規模の主要ティッピング要素と7つの地域的影響ティッピング要素が確認されている。地球温暖化が1.5℃に達すると、それらのうち1つの地域的要素と3つの地球規模の要素、すなわちグリーンランド氷床の崩壊・西部南極氷床の崩壊・熱帯サンゴ礁の大量死・永久凍土の急激な融解が気候転換点を超える可能性があるとされている。（後出の表を参照）

## 気候転換点の定義

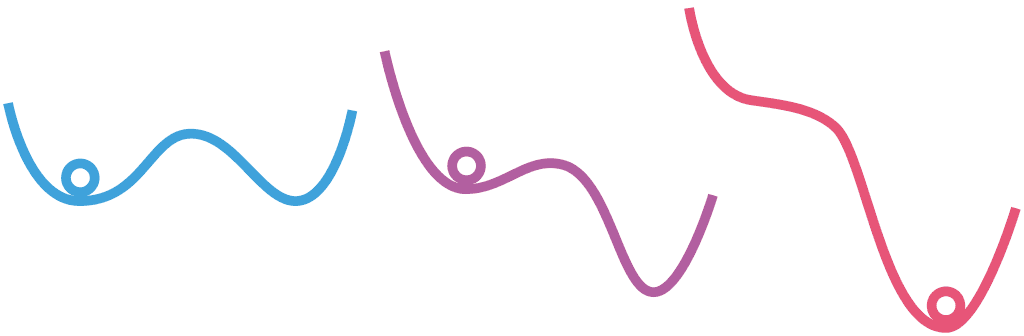
転換点を超えた転換要素の説明図。ある転換要素は、左側の谷にあるボールで表された 2 つの代替安定状態のうちの 1 つ (青) から開始する。時間の経過とともに外部から力が加わると (左から右へ)、この状態は安定性を失い (紫)、その変化は谷が浅くなり丘の頂上が低くなることで表される。転換点を超えると初めに安定だった状態は消え、転換要素は突然、新たな状態 (赤) に変化する。

IPCC第六次評価報告書は、気候転換点を「システムが再編成される臨界閾値であり、多くの場合急激かつ/または不可逆的に変化する」と定義している。これはシステムに対する小さな攪乱が不釣り合いに大きな変化を引き起こすことによって生じうる。また自己強化的なフィードバックと関連している場合があり、それにより気候システムにおいて人間の時間尺度では不可逆的な変化が引き起こされる可能性がある。ティッピング要素によっては新たな安定状態への移行には数十年から数世紀を要しうる。
2019年のIPCC「変化する気候における海洋および雪氷圏に関する特別報告書」では、気候転換点を次のように定義している。「システムの特性における変化のレベルがある閾値を超えるとシステムが再編成され、多くの場合非線形な方法で変化し、変化の要因が緩和されても元の状態に戻らない。気候システムにおいてはこの用語は、全地球または地域の気候が一つの安定した状態から別の安定した状態へと移行する臨界閾値を指す。」
一方全く別の社会科学的な意味で、気候変動の緩和に向けた行動を支持する世論の変化や、小規模な政策変更が急速にグリーン経済への移行を加速させる可能性などを指して「ティッピングポイント」と言うことがあり、混同しないよう注意が必要である。

## ティッピング要素の概要
多くのティッピング要素が特定されている。雪氷圏の気候転換点には、グリーンランド氷床の崩壊・西部南極および東部南極氷床の崩壊・北極海氷の減少・山岳氷河の後退・永久凍土の融解などがあり、海洋の気候転換点には、大西洋子午面循環(AMOC)・北大西洋環流・南極子午面循環（SMOC）などがある。陸上の気候転換点には、アマゾン熱帯雨林の衰退・タイガの生物群系変化・サヘル地域の緑化・熱帯泥炭炭素の貯蔵の脆弱化などが挙げられる。
2000年代初頭、気候変動に関する政府間パネル（IPCC）は、当初「大規模な不連続性」として知られていた気候転換点の可能性を検討し始めた。当時IPCCは地球温暖化が産業革命前より4℃以上進行した場合にのみ気候転換点が生じる可能性があると考え、別の初期評価でも、ほとんどの気候転換点の閾値は1980～1999年の平均気温より3～5℃上昇した範囲にあるとしていた。しかしそれ以来それら推定値は大幅に下方修正され、2016年までにパリ協定の範囲1.5～2℃でも気候転換点が発生する可能性が指摘されるようになった。一部の気候転換点はすでに超えているか目前に迫っている可能性がある。
2022年9月時点で、9つの地球規模の主要ティッピング要素と7つの地域的影響ティッピング要素が確認されている。そのうちグリーンランド氷床の崩壊・西部南極氷床の崩壊・熱帯サンゴ礁の大量死・永久凍土の急激な融解が、地球温暖化が1.5℃に達すると気候転換点を超える可能性があり、さらに温暖化が2℃に近づくと、バレンツ海の海氷の急激な消失とラブラドル海の亜極渦の崩壊がそれらに加わると予測されている。
| ティッピング要素（とその結末）             | 閾値（℃） | 閾値（℃） | 閾値（℃） | 時間規模（年） | 時間規模（年） | 時間規模（年） | 最大影響（℃）             | 最大影響（℃） | 最大影響（℃） |
| ティッピング要素（とその結末）             | 見積      | 最低      | 最高      | 見積           | 最短           | 最長           | 全域                      | 局地          |               |
| ------------------------------------------ | --------- | --------- | --------- | -------------- | -------------- | -------------- | ------------------------- | ------------- | ------------- |
| グリーンランド氷床（崩壊）                 | 1.5       | 0.8       | 3.0       | 10,000         | 1,000          | 15,000         | 0.13                      | 0.5 to 3.0    |               |
| 西部南極氷床（崩壊）                       | 1.5       | 1.0       | 3.0       | 2,000          | 500            | 13,000         | 0.05                      | 1.0           |               |
| ラブラドル・イルミンガー海/SPG 対流 (崩壊) | 1.8       | 1.1       | 3.8       | 10             | 5              | 50             | -0.5                      | -3.0          |               |
| 東部南極氷床盆地（崩壊）                   | 3.0       | 2.0       | 6.0       | 2,000          | 500            | 10,000         | 0.05                      | ?             |               |
| 北極の冬の海氷（崩壊）                     | 6.3       | 4.5       | 8.7       | 20             | 10             | 100            | 0.6                       | 0.6 to 1.2    |               |
| 東部南極氷床（崩壊）                       | 7.5       | 5.0       | 10.0      | ?              | 10,000         | ?              | 0.6                       | 2.0           |               |
| アマゾン熱帯雨林（枯死）                   | 3.5       | 2.0       | 6.0       | 100            | 50             | 200            | 0.1 (partial) 0.2 (total) | 0.4 to 2.0    |               |
| 北方永久凍土（崩壊）                       | 4.0       | 3.0       | 6.0       | 50             | 10             | 300            | 0.2 - 0.4                 | ~             |               |
| 大西洋南北循環（崩壊）                     | 4.0       | 1.4       | 8.0       | 50             | 15             | 300            | -0.5                      | -4 to -10     |               |

1. ↑  この研究論文では、気候転換点の影響をそれと等量の炭素排出量としても推定しており、部分的な森林衰退は300億トンの炭素排出に相当し、完全な森林衰退では750億トンの炭素排出に匹敵するとしている。
2. ↑  これを炭素排出量で表すと、1250億～2500億トンの炭素、または1750億～3500億トンの炭素換算量と推定されている。

| ティッピング要素（とその結末）       | 閾値（℃） | 閾値（℃） | 閾値（℃） | 時間規模（年） | 時間規模（年） | 時間規模（年） | 最大影響（℃）                           | 最大影響（℃） | 最大影響（℃） |
| ティッピング要素（とその結末）       | 見積      | 最低      | 最高      | 見積           | 最短           | 最長           | 全域                                    | 局地          |               |
| ------------------------------------ | --------- | --------- | --------- | -------------- | -------------- | -------------- | --------------------------------------- | ------------- | ------------- |
| 低緯度サンゴ礁（死滅）               | 1.5       | 1.0       | 2.0       | 10             | ~              | ~              | ~                                       | ~             |               |
| 北方永久凍土（急激な融解）           | 1.5       | 1.0       | 2.3       | 200            | 100            | 300            | 0.04 per °C by 2100;0.11 per °C by 2300 | ~             |               |
| バレンツ海氷（突然の減少）           | 1.6       | 1.5       | 1.7       | 25             | ?              | ?              | ~                                       | +             |               |
| 山岳氷河（消失）                     | 2.0       | 1.5       | 3.0       | 200            | 50             | 1,000          | 0.08                                    | +             |               |
| サヘルと西アフリカモンスーン（緑化） | 2.8       | 2.0       | 3.5       | 50             | 10             | 500            | ~                                       | +             |               |
| タイガ（南部の枯死）                 | 4.0       | 1.4       | 5.0       | 100            | 50             | ?              | net -0.18                               | -0.5 to -2    |               |
| タイガ（北方拡大）                   | 4.0       | 1.5       | 7.2       | 100            | 40             | ?              | net +0.14                               | 0.5-1.0       |               |

1. ↑  この論文は、これは徐々に進行する永久凍土の融解の50%増加に相当することを明確にしている。温暖化1℃あたりの排出量として、2100年までに100億トンの炭素、140億トンの炭素換算量、2300年までに250億～350億トンの炭素/炭素換算量の排出が見込まれるとしている。
2. ↑  これらの森林が失われると520億トンの炭素排出に相当し、これはアルベド効果増加でより多くの日光が反射されることによる温暖化抑制効果を上回る。
3. ↑  この地域での追加的な森林成長は約60億トンの炭素を吸収するとされる。しかしこの地域は日照量が多いため、アルベド低下の影響と比較するとその効果は限定的であり、植生は雪に覆われた地表よりもより多くの熱を吸収するため、温暖化を促進する要因となりうる。

## 雪氷圏の気候転換点

### グリーンランド氷床の崩壊

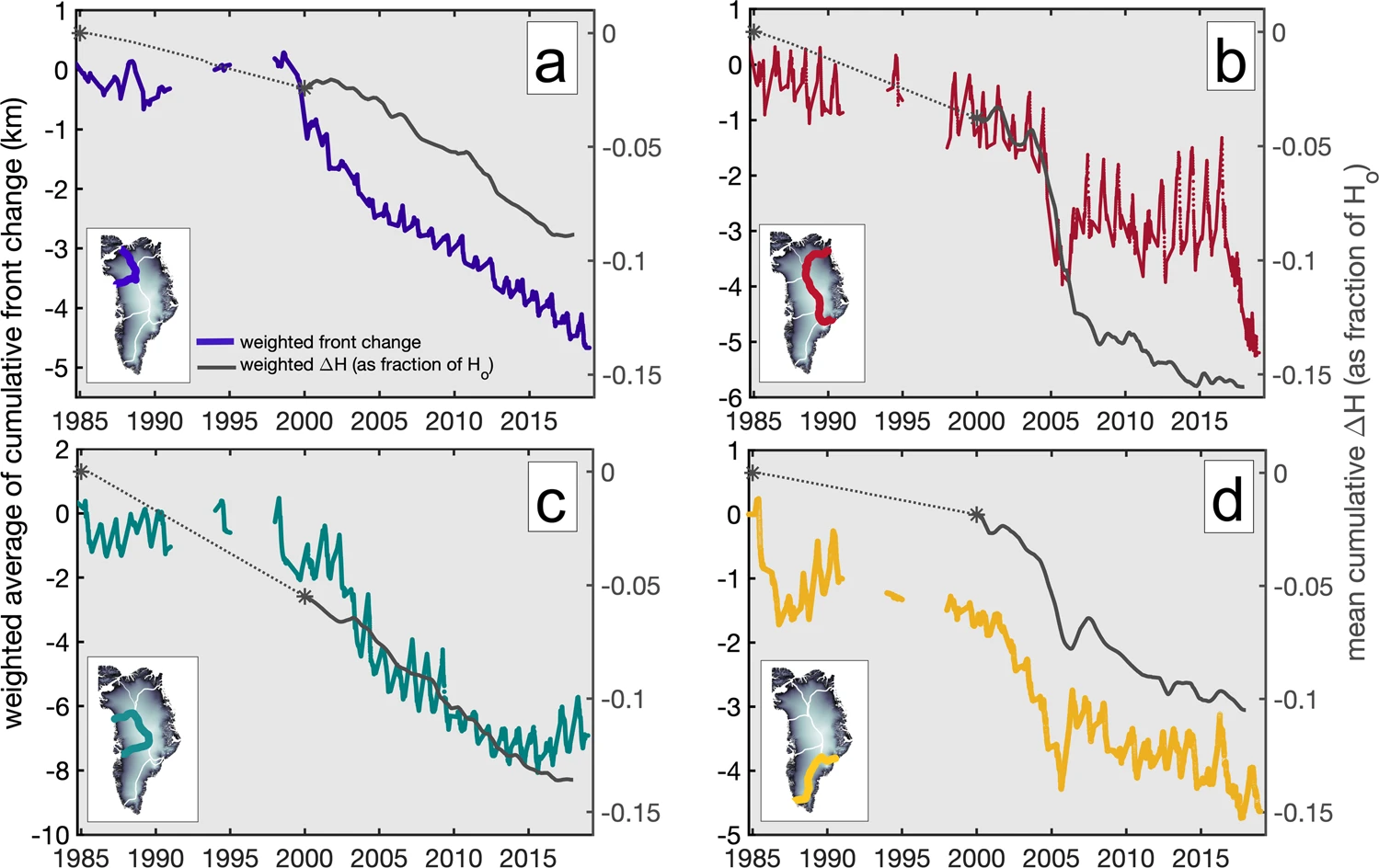
グリーンランド氷床の広がり（色付きの線）と厚さ（黒い線）の変化。2000年以降急速かつ持続的に融解が進んでいる。

グリーンランド氷床は世界で2番目に大きな氷床であり、完全に融解すると世界の海面を7.2メートル上昇させるだけの水を保持している 。地球温暖化の影響で氷床の融解速度は加速しており、毎年ほぼ1ミリメートルの海面上昇に寄与している。氷の損失の約半分は表面融解によるものであり、残りの半分は氷床の海と接する基底部で発生し、氷山分離によって氷床の端から崩壊していく。
グリーンランド氷床には「融解-高度フィードバック」による気候転換点が存在する。氷床表面の融解によりその高さが低くなると、低高度の空気はより暖かいため、氷床がさらに高温にさらされ融解が加速する。2021年に行われたグリーンランド氷床の1.4キロメートル掘削コアの底部の氷下堆積物の分析によると、過去100万年の間にグリーンランド氷床が少なくとも一度完全に消失したことが判明している。このことは過去の観測による産業革命前の気温に対する最大2.5℃の上昇を超えると、氷床が崩壊する可能性が高いことを強く示唆している。2021年の別の研究でも、グリーンランド氷床が安定性を失いつつあり気候転換点に近づいている可能性があることが示されている。

### 西部南極氷床の崩壊

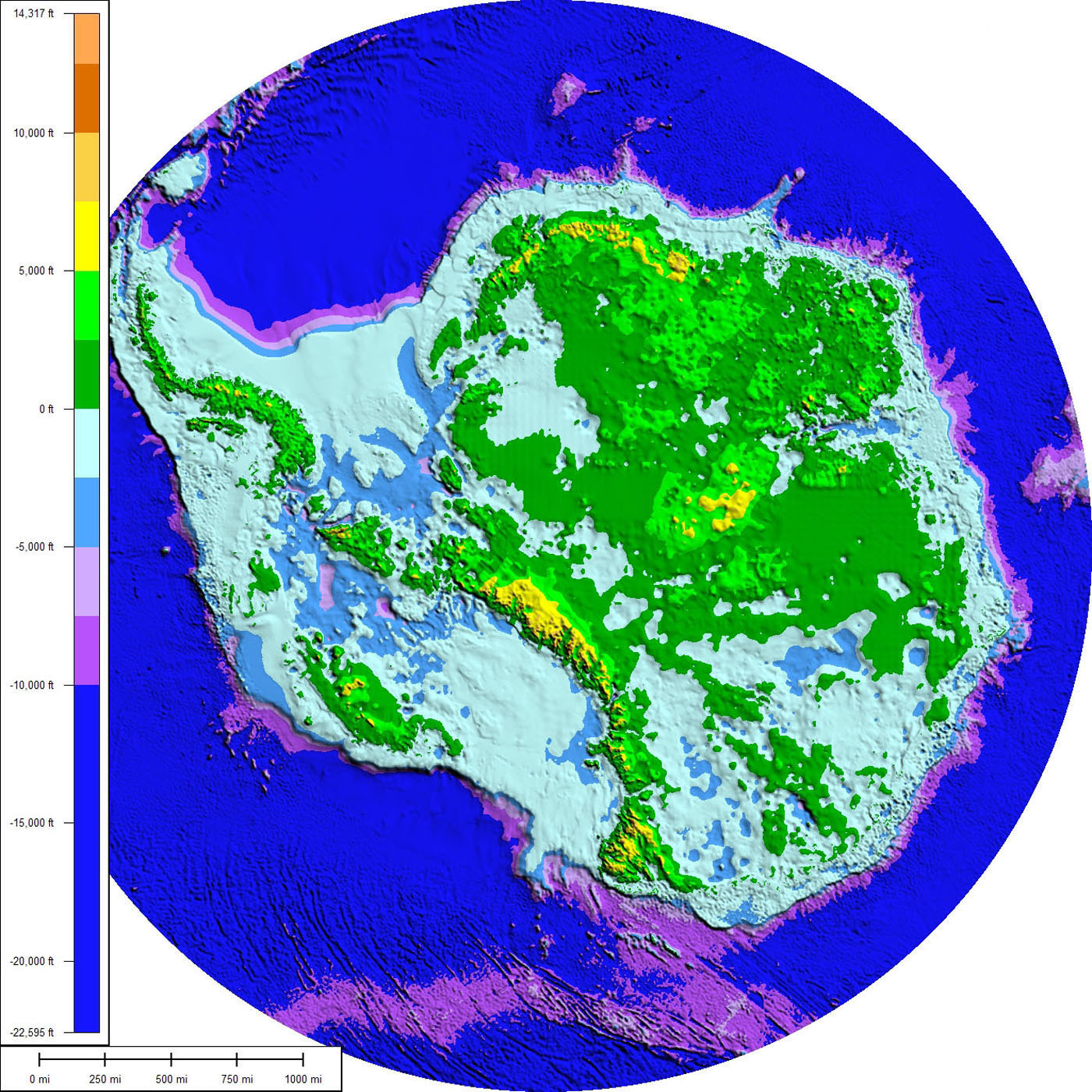
氷床がない場合の南極の地形・水深図（海面を一定と仮定し、氷床後退による地殻回復を考慮しない）

西部南極氷床（WAIS）は南極大陸にある大きな氷床で、場所によっては厚さが4キロメートルを超える。大部分は海面下の岩盤の上にあり、何百万年にもわたる氷床の重みで深い氷河下盆地を形成している。そのため海洋の熱と接触しており、急速かつ不可逆的な氷の損失に対して脆弱である。
WAISの接地線（氷が岩盤から離れ、浮遊氷棚へと移行する境界線）が氷下盆地の端を越えて後退すると、自己持続的な後退が始まりより深い盆地へと広がる可能性がある。このプロセスは海洋氷床不安定性（MISI）と呼ばれる。さらにWAISの氷棚の薄化や崩壊は、接地線の後退を加速させる。WAISが完全に融解すると、海面は数千年もの間約3.3メートル上昇すると推定されている。
WAISからの氷の損失は加速しており、一部の流出氷河は自己持続的な後退の気候転換点に近づいている、またはすでに超えている可能性があると考えられている 。地質記録によれば、WAISは今後数世紀に予測される温暖化や二酸化炭素排出レベルと同程度の環境変化に応じて、過去数十万年間の間にいったん大部分が消失したことが示唆されている。
他の氷床と同様、WAISには負のフィードバック効果も存在する。温暖化が進むと気候変動の影響で水循環が強まり、冬季に氷床上に降雪として降り積もる降水量が増加する。この降雪が表面で凍結することで表面質量収支（SMB）の増加につながり、一部の氷の損失を相殺する可能性がある。IPCC第5次評価報告書では、この効果が温暖化による氷の損失を上回り、若干の氷の純増加をもたらす可能性が示唆されていた。しかし同第6次評価報告書では改良されたモデルにより、氷河の崩壊速度が一貫して加速すると訂正された。

### 東部南極氷床の崩壊
東部南極氷床は地球上で最大かつ最も厚い氷床であり、最大厚さは4,800メートルに達する。完全に崩壊すると世界の海面は53.3メートル上昇すると推定されているが、この規模の融解が起こるには地球の気温が10℃上昇する必要があると考えられており、その約3分の2を失うには、少なくとも6℃の温暖化が必要とされる。さらにこの氷床の融解は他の氷床よりもはるかに長い時間スケールで進行し、完了するまでに最低でも1万年を要するとされる。しかし東部南極氷床の一部である氷下盆地領域は、より低い温暖化レベルでも気候転換点に達する可能性がある。特に懸念されているのがウィルクス盆地であり、ここには海面を約3〜4メートル上昇させるのに十分な量の氷が蓄えられている。

### 北極海氷の減少
北極海氷はかつて潜在的なティッピング要素と考えられていた。夏季に太陽光を反射する海氷が失われると暗い海面が露出し、より多くの熱を吸収することで温暖化が進む。このプロセスによって北極海氷の完全な融解が進行し、たとえ温暖化が逆転できたとしても、海洋に蓄積された熱が将来的に冬季の海氷回復を阻害する可能性が指摘されていた。一方2021年の研究では、北極の夏季に蓄積された熱は冬季の冷却と新たな海氷形成によって相殺され、したがって北極の冬が十分に寒い限り夏季の海氷消失は気候転換点にはならないとした。しかし温暖化が進行して冬季でも新しい北極海氷が形成されなくなれば、この変化は不可逆的となる可能性がある。したがって2022年の評価においては北極の冬季海氷の消失は潜在的な気候転換点の一つとして含められている。
また同じ評価では、北極海の海氷は夏季に失われても冬季には回復する可能性があっても、バレンツ海では海氷は2℃未満の温暖化でも冬季に回復しない可能性があると指摘している。これはバレンツ海がすでに北極圏内で最も急速に温暖化している地域であるためである。2021年から2022年の研究では、1979年以降の北極圏の温暖化速度は世界平均の約4倍に達している一方、バレンツ海では世界平均の7倍に達している。この気候転換点が重要なのは、バレンツ海とカラ海の海氷の状態がユーラシア全体の気象パターンに影響を及ぼす可能性があることが、過去数十年にわたる研究で示唆されているからである。

### 山岳氷河の後退

地球温暖化の２シナリオの山岳氷河の21世紀の損失予測

山岳氷河はグリーンランドと南極の氷床に次ぐ陸上氷の最大の貯蔵庫であり、気候変動のため融解が進行している。北カスケード山脈では2005年時点でさえ、観測された氷河の67%が不均衡状態にあり、現在の気候下では存続できない。またフランスアルプスでは、現在の気候傾向が続くとアルジャンティエール氷河とメール・ド・グラス氷河が21世紀末までに完全に消滅すると予想されている。 
2023年の推計によれば、地球温暖化が1.5°Cに達すると世界の氷河の49%が消失し、4℃の温暖化では83%の氷河が消失する。これは、それぞれのシナリオで山岳氷河の質量の約4分の1、および半分近くの損失に相当し、最も大きく耐久性のある氷河しか残らない。この氷の損失による海面上昇への寄与はそれぞれ約9センチメートルと15センチメートルに達する可能性がある。2023年時点で最も可能性の高いシナリオ（2.7℃）では、2100年までに約11センチメートルの海面上昇が見込まれている。
ヒンズークシュ・ヒマラヤ地域 は、山岳氷河の中で最大の氷量を誇り、しばしば地球の第三極と呼ばれる。この地域の氷河は、温暖化を1.5°Cに抑えても2100年までに3分の1が失われると推定されており、中程度（RCP4.5）および深刻な（RCP8.5）気候変動シナリオでは、それぞれ50%および67%以上が失われる可能性がある。氷河融解による流域河川の流量は2060年頃まで増加した後、不可逆的な減少に転じると見込まれる。氷河の融解水の寄与が減少しても地域の降水量は増加し続けるため、年間の河川流量はモンスーンの影響が少ない西部流域でのみ減少すると予想される。しかしながらこの地域のすべての河川の灌漑や水力発電は、年間変動の増加やモンスーン前の流量低下に適応する必要がある。
2025年5月28日スイス南部ヴァレー州で巨大な氷河の塊が崩壊し、大量の氷・岩石・泥土がふもとのブラッテン村を襲った。当局によると今回の被害規模は20世紀以降スイスアルプスでは前例のないもので、村の約90％が土砂に埋もれた。スイス氷河監視機構（GLAMOS）の責任者マティアス・フス氏は、気候変動が永久凍土帯の岩盤の緩みに影響を与え、それが氷河崩壊の引き金となった可能性が高いと指摘した。

### 永久凍土の融解

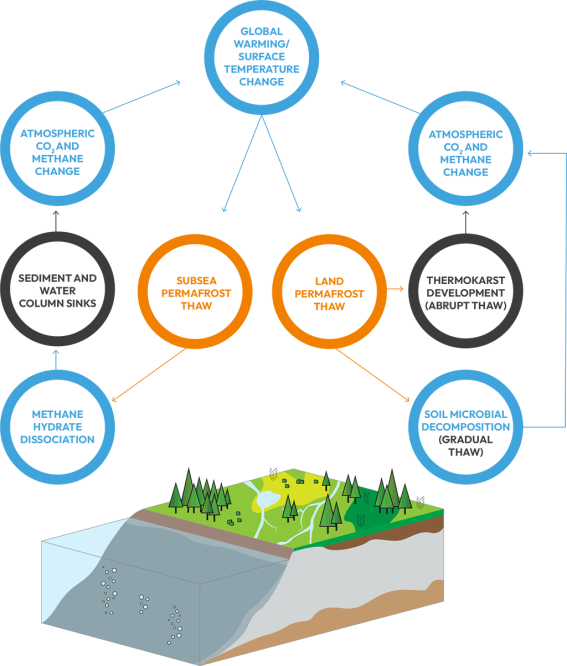
陸上および海底の永久凍土に関連するフィードバックプロセス

永久凍土（permafrost） は、主にシベリア・アラスカ・カナダ北部・チベット高原などに広がり、厚さは最大1キロメートルにも達する。また北極海には最大100メートルの海底永久凍土も存在する。これらの凍土には過去数千年にわたって蓄積された植物や動物の遺骸からの炭素が膨大な量で含まれており、その総量は大気中の炭素量の2倍に達すると推定されている。

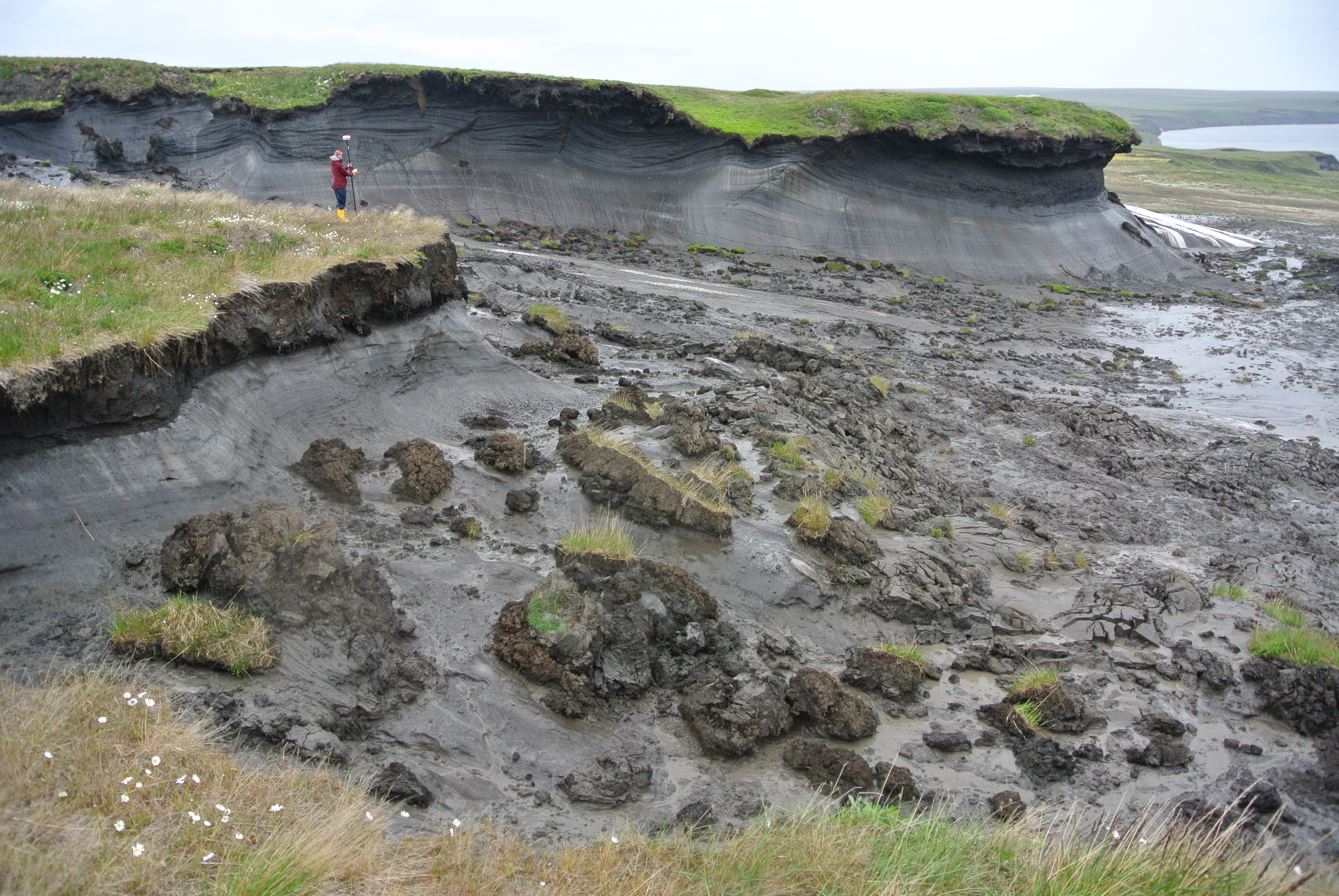
カナダ・ハーシェル島（2013年）で発生した永久凍土の急激な融解による地盤崩壊

地球温暖化が進み永久凍土が融解すると、これらの有機物が微生物によって分解され二酸化炭素やメタンが放出される。気温が上昇すると微生物の活動が活発になり、凍土中の有機物の一部は不可逆的に失われる。多くの永久凍土融解は緩やかに進行し数世紀単位で進むと考えられているが、一部の地域では急激な融解が発生する。特に氷の含有量が多い永久凍土では氷が融けることで地盤が陥没し、サーモカルスト湖が数年から数十年のスパンで形成される。こうしたプロセスが自己増幅することで局所的な気候転換点が発生し、温室効果ガスの排出量が約40%増加する可能性がある。これにより永久凍土融解の自己強化フィードバックを引き起こすが、2024年のある研究は地球全体の気候転換点に到達する可能性は低いとしている。

## 海洋の気候転換点
海洋は熱と溶存炭素の巨大な貯蔵庫である。産業革命の始まり以来、海洋は総二酸化炭素の30～40％と、人間の活動によって大気に追加された熱の93％を吸収してきた。海洋の温暖化・酸性化・脱酸素化を放置すると、気候転換点から急激な変化を引き起こす可能性がある。

### 大西洋子午面循環（AMOC）
大西洋子午面循環（AMOC）はガルフストリームシステムとも呼ばれ、大規模な海流システムの一部である。その循環は水の密度差によって駆動されており、冷たく濃度の高い塩水は温暖な淡水よりも重いため沈み込む。AMOCはコンベアベルトのように働き、熱帯から北へ暖かい表層水を運び、冷たい淡水を南へ戻す役割を担っている。北上する暖流は蒸発によって塩分濃度が上昇し、さらに冷たい空気にさらされることで温度が下がる。この冷たく塩分の高い水は密度が高いため沈み込み、数キロメートルの深海で南下する。しかし地球温暖化による降水量の増加や氷の融解は表層の塩分濃度を低下させる上、温暖化によって水の密度がさらに低下する。その結果水が沈み込みにくくなりAMOCの循環が減速する。

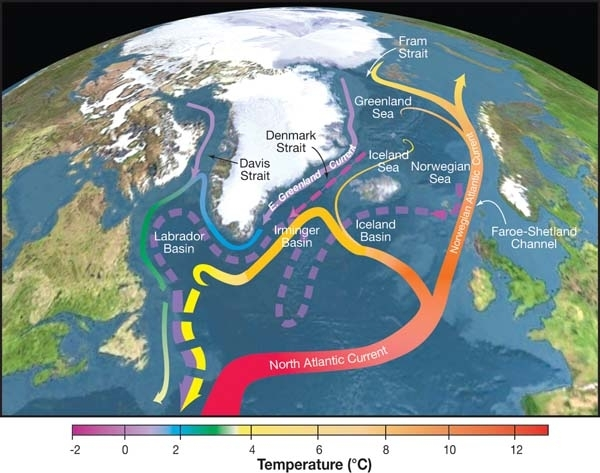
大西洋子午面循環の北部

理論や単純化されたモデルおよび過去の急激な変化の再現研究によると、AMOCには気候転換点が存在する可能性がある。氷河の融解による淡水流入が一定の閾値を超えるとAMOCは崩壊し、流れの弱い新たな安定状態に移行しうる。この場合融解が止まってもAMOCは元に戻らない。21世紀中にAMOCが気候転換点に達する可能性は低いと考えられているが、温室効果ガス排出量が極めて高い場合2300年までに崩壊する可能性がある。たとえ気候転換点に到達しなくても24%〜39%の弱体化が予測されている。もしAMOCが完全に停止すると数千年続く新たな安定状態が生まれ、他の気候システムの気候転換点を引き起こしうる。
2021年の研究では、氷の融解速度が一定の閾値に達しなくても十分に速く進行すればAMOC崩壊を引き起こす可能性があることが示唆された。このことは通常の大規模気候モデルが見積もるリスクよりも崩壊の可能性が高いことを示唆している。また同年の別の研究では、AMOCの複数の指標に初期警告信号が見られ、AMOCが気候転換点に近づいている可能性が指摘された。しかし翌年に発表された別の研究は、AMOCは気候変動による影響をまだ受けておらず自然な変動の範囲内にあると結論づけ、2022年に発表された2つの研究もAMOC崩壊リスクの過大評価の可能性を示唆している。

### 北大西洋亜極循環
一部の気候モデルでは、ラブラドル海・イルミンガー海での深層対流が崩壊すると北極圏の循環全体が崩壊する可能性があると示されている。この場合気温が元に戻っても循環が回復しない可能性が高く、これは典型的な気候の気候転換点となる。これにより急速な寒冷化が起こり、西ヨーロッパおよび米国東海岸の経済・農業・水資源・エネルギー管理に深刻な影響が及ぶ。 2017年の研究は、最近の亜極圏の寒冷化と亜熱帯の温暖な気温・熱帯の異常寒冷により海面水温の南北勾配の空間分布が増加したが、これはAMO指数では捉えられていないと指摘した。
2021年の研究では、35のCMIP6モデルのうち4つのみがこの亜極循環崩壊を示した。しかし北大西洋海流を高精度でシミュレーションできるモデルは35のうち11のみであり、その11は崩壊を再現した4つすべてが含まれていた。そのためこの研究は欧州の急激な寒冷化が発生するリスクを36.4%と見積もった。さらに2022年の研究は、過去の亜極循環崩壊が小氷期と関連していたとしており、すなわち現代の気候変動によって同様の現象が発生する可能性があることを示唆している。

### 南極海深層循環

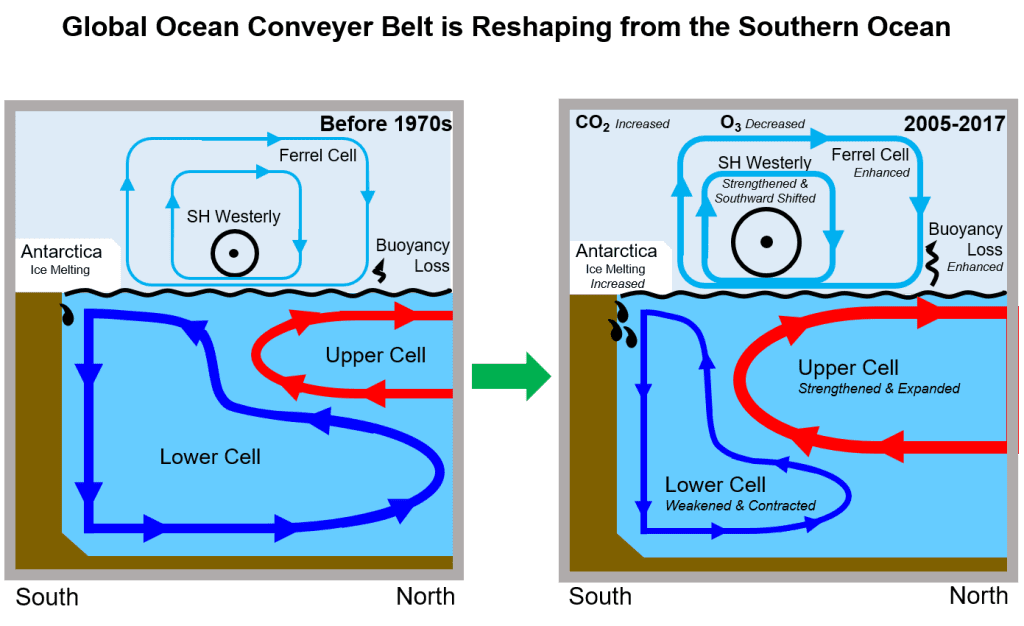
1970年代以降、上層セル（赤）は強化し下層セル（青）は弱体化している。

南極海の深層循環は上層セルと下層セルの2つの部分に分かれている。比較的小規模な上層セルは表層に近いため風の影響を強く受ける。一方でより大規模な下層セルの挙動は南極底層水の温度と塩分濃度によって決定される。この数十年この循環の両方の部分に大きな変化が観測されている。1970年代以降、上層セルの流れは50–60%増加した一方、下層セルは10–20%弱体化している。この変化の一部は十年規模の気候変動である太平洋十年規模振動（IPO）の自然な周期による影響であるとされる が、気候変動が両方の変化に大きく寄与していることも明らかである。具体的には南極振動と呼ばれる気象パターンの変化や、南極海に蓄積された海洋熱エネルギーの莫大な増加によって南極氷床の融解が加速し、塩分濃度の低下した南極底層水の形成が阻害されている。
古気候学データは、この深層循環が過去に何度も大幅に弱体化あるいは完全に崩壊したことを示している。予備的な研究のいくつかは、地球温暖化が1.7℃から3℃の範囲に達するとこの循環が崩壊する可能性があるとしている。しかし他の気候転換点に比べるとこの推定には不確実性が大きい。2022年の研究は、たとえ崩壊がまもなく始まったとしても2300年頃までには完了しないであろうとしている。同様に南半球の降水量減少とそれに伴う北半球の降水量増加、あるいは海洋生態系の崩壊による南極海の漁業衰退などの影響も、数世紀にわたって続くと予想されている。

## 陸上の気候転換点

2022年の時点でアマゾン熱帯雨林の20%が「転換」（森林破壊）され、さらに6%が「高度に劣化」しており、Amazon Watchはアマゾンが気候転換点の危機の最中にあると警告している。

### アマゾン熱帯雨林喪失
アマゾン熱帯雨林は世界最大の熱帯雨林であり、その面積はインドの2倍に相当し南米の9カ国にまたがっている。この森林は蒸発や蒸散を通じて自身の降水量の約半分を生み出しており、森林を横断する空気の流れによって湿度を再利用することで、広範な地域にわたって降水量を維持している。あるモデルによれば、この湿度循環がなければ現在の森林面積の約40%が乾燥し熱帯雨林を維持できなくなる。気候変動による干ばつ・森林火災・人為的な森林伐採が進むと、この湿度循環が崩れ下流域の降水量が減少し、木々のストレスと枯死率が上昇し森林喪失が連鎖的に拡大しうる。最終的に森林喪失が一定の閾値を超えるとそれ以上の森林を維持できなくなり、大部分が乾燥した低木林やサバンナへと変化する可能性がある。特に南部や東部の乾燥地帯では、このプロセスが顕著に進むと考えられている。
2022年の研究では、アマゾン熱帯雨林は2000年代初頭から回復力を徐々に失っていることが明らかになった。森林の回復力は、短期的な外部要因（干ばつなど）から回復する速度で測定される。回復速度が遅くなる臨界減速（critical slowing down）が観測されており、アマゾン熱帯雨林が重大な気候転換点に近づいていることが示唆されている。

### 北方針葉樹林（タイガ）生物群系遷移
20世紀の最後の四半世紀において、タイガが分布する緯度帯は地球上で最も顕著な気温上昇を経験した。冬の気温は夏の気温よりも大きく上昇しており、夏においては日中の最高気温よりも最低気温の上昇が顕著である。

タイガ環境には長期的に安定する状態がいくつかしか存在しないと仮定されている。それは、樹木のないツンドラ/ステップ・樹木被覆率が75%以上の森林・および樹木被覆率が約20%から約45%の開放林である。そのため気候変動が進めば、現在のタイガの一部がこの2つの林地状態のいずれか、あるいは樹木のないステップへと変化する可能性がある。また温暖化に伴い、ツンドラ地域が森林や林地へと移行する可能性もある。これらの傾向は2010年代初頭にカナダの針葉樹林森林で初めて検出された。夏の気温上昇はアラスカ中部およびロシア極東の南部針葉樹林森林の乾燥地域の水ストレスを増大させ、樹木の成長を抑制する。シベリアではタイガは温暖化により、主に落葉性のカラマツ林から常緑針葉樹林へと変化しつつある。

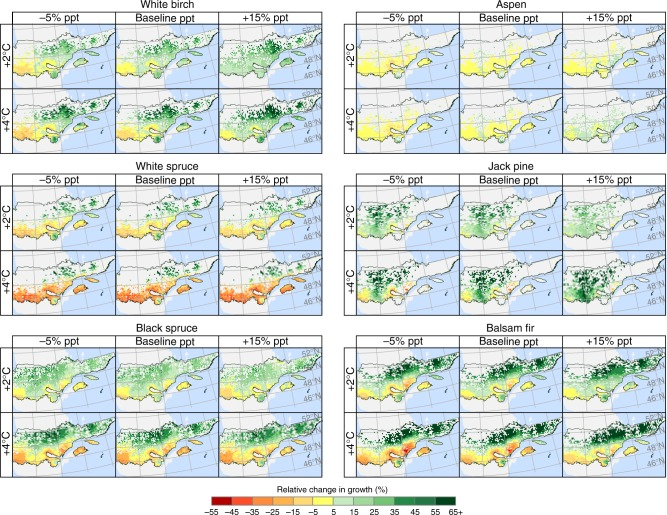
ケベック州の森林によく見られる6種の樹木が、異なる降水量レベル下で2°Cおよび4°Cの温暖化と降水量変化にどのように反応するかの視覚的表示。

その後のカナダでの研究では、バイオマスの変化が見られなかった森林であっても、過去65年間にわたり耐乾性の高い広葉樹への大幅な移行が確認された。また10万か所の未開発地を対象としたランドサット分析によると、樹木被覆率の低い地域では温暖化によって緑化が進み、既存の樹木被覆率が高い地域では枯死（褐変）が支配的であった。
2018年に発表された研究では、東カナダ森林に優勢な7種の樹木について調査が行われ、2℃の気温上昇は平均で約13%の成長促進をもたらすものの、水の供給が温度よりもはるかに重要であることが判明した。さらに、4℃までの気温上昇が進むと、降水量の増加が伴わない限り大幅な成長低下が予測される。
2021年の研究では、針葉樹林森林がカナダの他の森林タイプよりも気候変動の影響を強く受けることが確認され、RCP8.5シナリオ（人為的排出量が最大に増加する可能性のあるシナリオ）では、東カナダの針葉樹林森林の大部分が2080年頃に気候転換点に達すると予測された。また2021年の別の研究によると、より穏やかなSSP2-4.5シナリオでは針葉樹林森林のバイオマスは今世紀末までに世界的に15%増加するものの、熱帯地域でのバイオマス減少はそれを上回る41%に達する。
2022年に北米で実施された5年間の温暖化実験の結果によると、現在針葉樹林森林の南縁部に優勢な樹木種の若木は、1.5℃ないし3.1℃の温暖化とそれに伴う降水量の減少に最も大きな悪影響を受けることが示された。このような条件で成長が促進される温帯樹種も南部針葉樹林森林に存在はするが、個体数が少なく成長速度も遅い。

### サヘル地域緑化

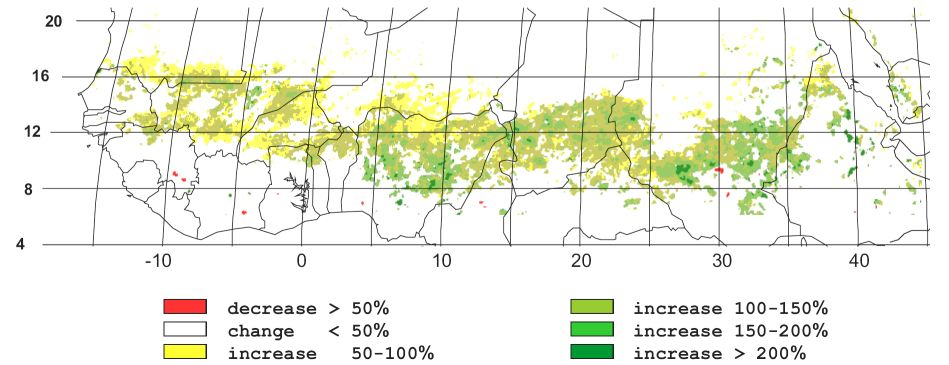
1982年から1999年にかけてのサヘル地域緑化マップ

サヘルとはサハラ砂漠南縁部に広がる半乾燥地域である。地球温暖化1.5℃に関する特別報告書およびIPCC第5次評価報告書によると、東アフリカの大部分・中央アフリカの一部・西アフリカの主要な雨季において（西アフリカに関しては不確実性が大きいものの）降水量の増加が予測されている:16–17。サヘル地域は緑化が進んでいるものの降水量は20世紀半ばの水準にはまだ回復していない:267。
2022年の研究は、西アフリカモンスーン（WAM）およびサヘル地域に将来的な気候転換点が存在するかどうか、その影響の方向性については依然として不確実であるが、過去に何度も急激な変化が生じたこと、現在の気候モデルに既知の弱点があること、地域的な影響が極めて大きい一方で地球規模の気候フィードバックは限定的であることを考慮し、確実性は高くないもののサヘルとWAMを潜在的なティッピング要素とみなした。
地球温暖化と大気中の二酸化炭素濃度上昇を考慮した一部のシミュレーションでは、サヘルとサハラ地域の降水量が大幅に増加することが示されている:4。また二酸化炭素の植物成長促進効果:236によって、現在の砂漠地域への植生拡大が引き起こされ、それに伴い砂漠が北へ移動しアフリカ最北部が乾燥する可能性がある:267。

### クベット・セントラーレ：泥炭地熱帯泥炭炭素の脆弱な貯蔵庫
クベット・セントラーレは、アフリカ中部コンゴ民主共和国の森林と湿地帯の地域である。2017年の調査により、クベット・セントラーレ湿地の40%が密集した泥炭層の上に広がっており、約30ペタグラム（300億トン）の炭素を含んでいることが判明した。これは熱帯泥炭炭素全体の28%に相当し、コンゴ盆地の森林全体に蓄えられた炭素量と同等である。この泥炭地はコンゴ盆地全体のわずか4%の面積を占めるに過ぎないが、その炭素貯蔵量は残り96%の森林全体と同等である。仮にこの泥炭がすべて燃焼した場合、大気中に放出される二酸化炭素量は、現在の米国の年間排出量の20年分または全世界の人為的排出量の3年分に相当する。
この脅威に対応するため、2018年3月に「ブラザビル宣言」が署名された。これはコンゴ民主共和国・コンゴ共和国・およびインドネシア（自身の熱帯泥炭地管理の経験が豊富な国）による協定であり、この地域の適切な管理と保全を促進することを目的としている。しかしこの泥炭地を最初に発見した研究チームが2022年に発表した研究は、現在の保護区がこの泥炭炭素のわずか8%しかカバーしていないことを指摘している。他方でこの泥炭の26%は伐採・採掘・パーム油プランテーションに開放されており、さらにはほぼ全域が化石燃料探査の認可域となっている。
これらの人為的な影響がなかったとしても、この地域は世界で最も脆弱な熱帯泥炭炭素の貯蔵庫である。なぜなら東南アジアやアマゾン熱帯雨林の泥炭地と比べても、すでに気候がはるかに乾燥しているからである。2022年の研究では、地質学的には最近である7,500年前から2,000年前にかけて、この地域の気候は泥炭の大規模な分解を引き起こすほど乾燥していたことが示されており、現在の気候変動の進行によりこの状況が再び発生する可能性が高いとしている。この場合クベット・セントラーレは、いつになるかはわからないものの気候転換点の一つとなりうる。

## その他の気候転換点

### サンゴ礁壊滅

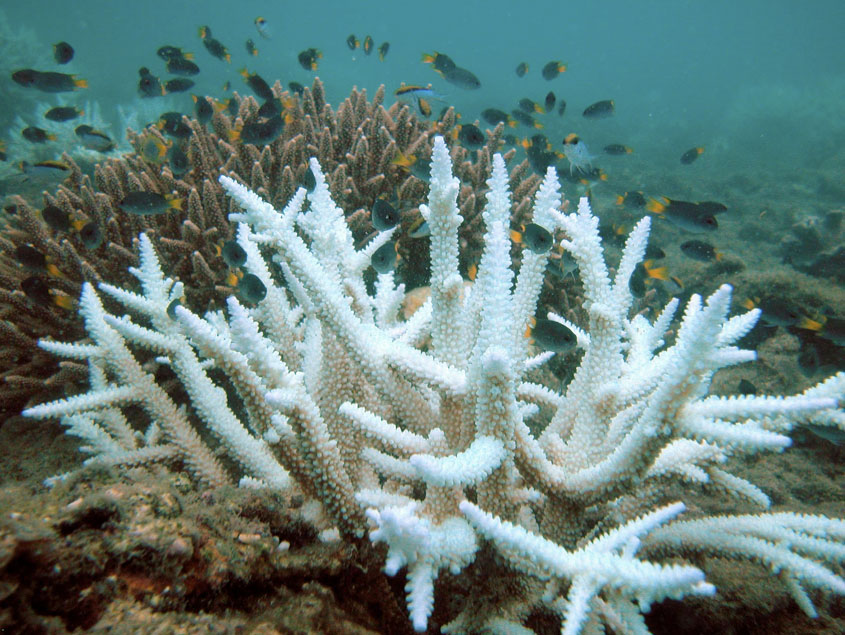
白化したサンゴ（後ろに健常な褐色サンゴ）

世界中で約5億人が食料・収入・観光・沿岸保護のためにサンゴ礁に依存している。しかし1980年代以降、海面水温の上昇によってサンゴの大量白化が引き起こされ、特に亜熱帯地域のサンゴ礁が脅かされている。熱ストレスを受けるとサンゴ組織内に共生する小さな藻類（褐虫藻）が剥離しサンゴは白化、死に至る。平均より1℃高い海水温が持続するだけで白化が発生するに十分である。その結果サンゴ礁は海藻が優勢な生態系へと移行し、いったんそうなるとサンゴ優勢の生態系に戻すことは非常に困難となる。IPCCによれば地球の気温が産業革命前と比べて1.5℃上昇するとサンゴ礁は70～90%減少し、2℃上昇するとほぼ消滅する。

### 赤道域層積雲の崩壊
2019年の研究では大規模渦シミュレーションモデルを用いて、大気中の二酸化炭素濃度が1,200ppm（現在の濃度のほぼ3倍、産業革命前の4倍以上相当）を超えると赤道付近の層積雲が崩壊・散逸し、地球全体で約8℃、亜熱帯地域では10℃の追加的な地表面温暖化が、すでにその二酸化炭素濃度によって引き起こされる温暖化（4℃以上）に加わると推定され、また層積雲は二酸化炭素濃度が大幅に低下するまで再形成されないとされた。この発見は、古第三紀-始新世境界温暖化事変（PETM）などの過去の急激な温暖化現象も説明する可能性があると考えられている。2020年には同じ研究者による追加研究が行われ、この気候転換点は太陽放射変更（SRM）によっても防ぐことができないことが明らかになった。二酸化炭素排出量が長期間にわたって非常に高い水準で維持されると、その影響がSRMによって相殺されたとしても、層積雲の崩壊は二酸化炭素濃度が1,700ppmに達するまで遅延するだけであり、その時点ですでに約5℃の温暖化が不可避であることが示された。
しかし大規模渦シミュレーションモデルは気候予測に用いられる全球大気循環モデルよりも単純で、例えば沈降流など小規模な大気過程の表現が限定的であるため、この結果は現時点では推測の域を出ないものと考えられている。他の研究はこの研究のモデルが小規模な雲の挙動を全ての雲層に不適切に外挿していると指摘、急激な変化以外のシナリオをシミュレートできないことを問題視し、このモデルを「二つの設定しか持たない調節ノブ」のようなものと表現している。さらに二酸化炭素濃度が1,200ppmに達するのは、最も極端な排出シナリオであるRCP8.5に従った場合のみであり、これは大規模な石炭インフラの拡張を伴うようなシナリオである（その場合1,200ppmは2100年直後に超えると予測されている）。

## 気候転換点連鎖

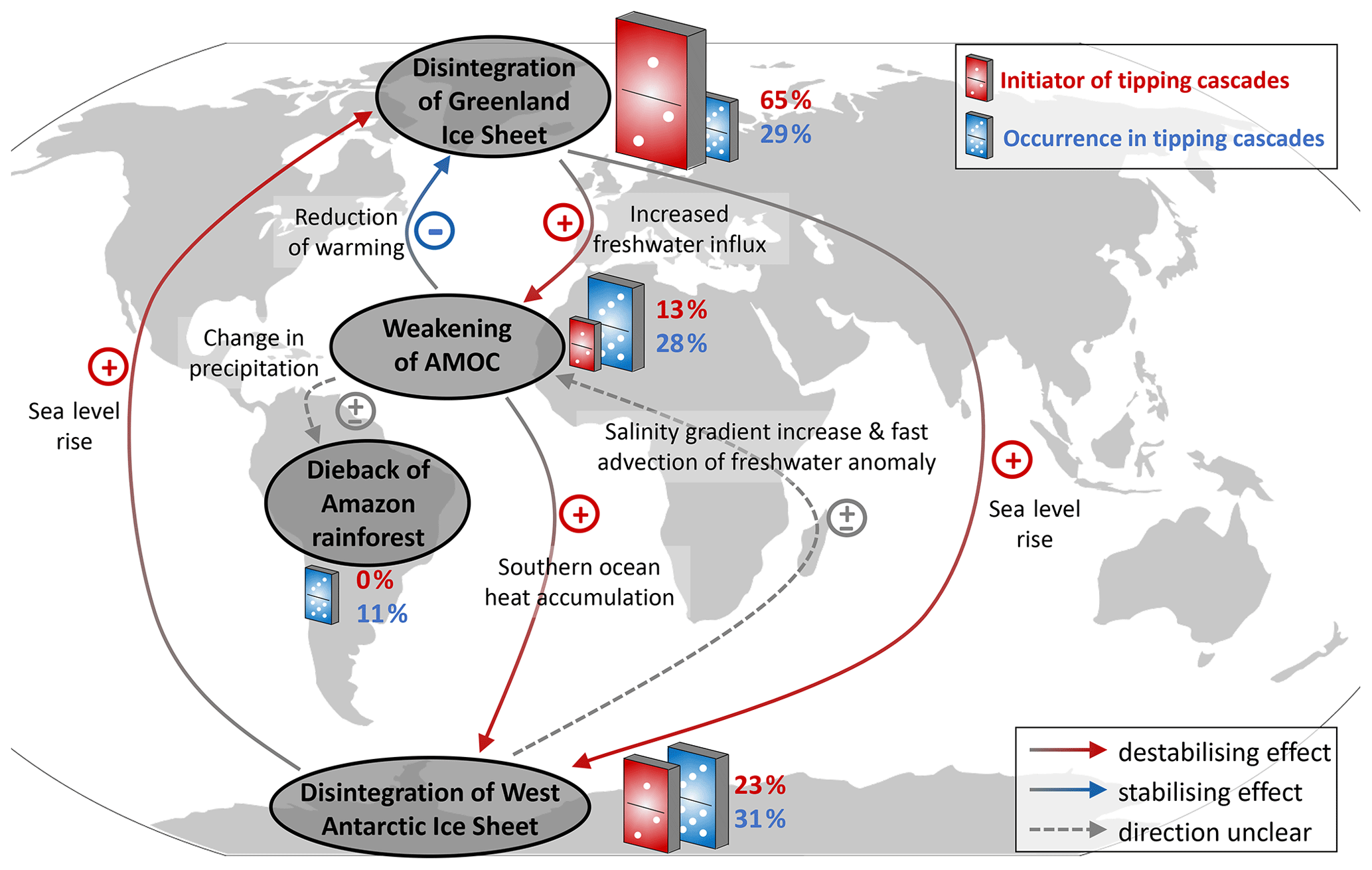
4つの転換要素の気候転換点連鎖。赤矢印は始点の転換要素が気候転換点に陥ると、終点の転換要素も連鎖的に気候転換点に到達する可能性（赤数字％）があることを示す。

気候システムのある側面（ティッピング要素）で気候転換点を超えると別の側面が新たな状態に移行する可能性があり、気候転換点連鎖と呼ばれる。西部南極とグリーンランドの氷が失われると海洋循環が大きく変化し、その結果北半球高緯度地域の温暖化が進み、永久凍土の融解やタイガ衰退といったティッピング要素が気候転換点に到達する可能性がある。現在大気中を循環している量の約2倍の炭素を隔離している永久凍土の崩壊は気候変動のリスクを増幅させる。グリーンランドの氷の喪失は海面上昇を通じて西部南極氷床を不安定化させる可能性があり、逆もまた同様である。特に、グリーンランドの融解が先行すると、西部南極は温暖な海水との接触によりさらに脆弱になる。
2021年の研究では300万回のコンピューターシミュレーションを用いた気候モデルの分析により、気温上昇が2℃（2015年パリ協定設定上限値）に抑えられた場合でも、約3分の1のシミュレーションで気候転換点連鎖が発生した。ネットワークモデル分析では、気候変動の一時的なオーバーシュート（パリ協定の目標を一時的に超える温暖化）が気候転換点連鎖のリスクを最大72%増加させる可能性があることが示唆されている。気候転換点に関する科学は極めて複雑であり、その展開を正確に予測することは難しいものの、気候転換点連鎖の可能性は「文明に対する存亡の脅威」となりうると警告されている（人類社会への影響の項を参照）。

## 以前考えられていたティッピング要素

2008年時点でリスト化されていた気候ティッピング要素。エルニーニョ・南方振動（ENSO）、インドの夏モンスーン、北極圏オゾンホール、北極海の全海氷喪失は2022年のリストでは含まれていない。一方でラブラドル・イルミンガー海循環、山岳氷河、東部南極の氷は2008年のリストには含まれていなかった。南極海の深層水循環の一部である南極底層水はいったん2022年には除外されたがその後再び含まれた。

エルニーニョ・南方振動（ENSO）がティッピング要素である可能性は、以前注目を集めていた。通常、強い貿易風が南太平洋を西向きに吹いているが、2～7年ごとに気圧変化によってこれが弱まり太平洋中央部の海水温が上昇し、全地球の風のパターンが変化する。これがエルニーニョ現象であり、インド・インドネシア・ブラジルでの干ばつや、ペルーでの洪水を引き起こし、2015～2016年にはこれが原因で6000万人以上が食料不足に陥った。またエルニーニョによる干ばつはアマゾンの森林火災のリスクを高める可能性がある。
2016年の推計ではENSOの気候転換点は3.5～7℃の温暖化とされ、一度この閾値を超えるとENSOは従来のような周期的な変動をせず、エルニーニョ状態が恒常化する可能性があると考えられた。このような状態は鮮新世に起きたことがあるが、当時の海洋の配置は現在と大きく異なっていた。これまでのところENSOの振る舞いに根本的な変化が起きている決定的な証拠はなく、IPCC第6次評価報告書では温暖化下でもENSOが年ごとの気候変動の主要因であり続けることはほぼ確実であるとしている。2022年の評価ではENSOはティッピング要素のリストから除外された。
インドの夏モンスーンはかつては不可逆的な崩壊が起こる可能性が指摘されていたが、近年の研究では温暖化がインドのモンスーンをむしろ強化する傾向があることが示され、将来的にもその傾向が続くと予測されている。
北極圏メタンハイドレートはかつては急速な分解によって気温に大きな影響を与える可能性があると考えられ、これがクラスレートガン仮説として議論されたが、2018年の研究はメタンハイドレートが温暖化に応答するには数千年単位の時間が必要であるとし、特に海底から放出されたメタンの大部分は水中で消費され大気に直接到達することは稀であるとした。IPCC第6次評価報告書では、陸上永久凍土や海底に存在するガスクラスレート（主にメタン）が、今世紀中に温室効果ガス排出の軌道に大きな影響を与える可能性は極めて低いとしている。

## 数学的モデルによる気候転換点の挙動予想
気候転換点の挙動は数学的に記述することができ、主に「分岐誘発型」「ノイズ誘発型」「速度誘発型」の3種類が同定されている。

### 分岐誘発型ティッピング
分岐誘発型ティッピング（Bifurcation-induced tipping）は、気候システムのあるパラメーター（例えば環境条件の変化や外部強制力）が臨界点を超えたときに発生する。この臨界点を超えると分岐が生じ、それまで安定していた状態が不安定になったり消失したりする。大西洋子午面循環（AMOC）はこのタイプのティッピング要素の一例である。このシステムの分岐パラメーターである塩分濃度や水温が徐々に変化すると、循環の崩壊へと押しやられる。
多くの分岐現象にはヒステリシスが見られ、システムの状態が過去の履歴に依存する特性を指す。例えば過去の気温によって、同じ温室効果ガス濃度や気温でも極地の氷の量が異なることがある。

#### 早期警告信号
分岐によって気候転換点が発生する場合、システムがその転換点に近づいているかどうかを検出できる可能性があり、これを早期警告信号(EWS)という。これは、閾値に近づくにつれてシステムの摂動（外乱）への耐性が低下するためである。このようなシステムは臨界減速を示し、自己相関の増加や分散の増加といった兆候が見られる。ティッピングシステムの種類によっては他の早期警告信号も存在する可能性がある 。急激な変化そのものは必ずしも早期警告信号ではない。なぜなら急激な変化は制御パラメーターの変化が可逆的であっても発生しうるためである。
これらEWSは堆積物・氷床コア・年輪などの古気候学記録を用いて開発・検証されることが多い。自己相関や分散の増加が、ティッピングの前兆なのか、あるいはAMOCの崩壊のような内部変動によるものなのかを判別するのは難しく、古気候学データの品質の制約もEWSの開発を困難にしている。
EWSはカリフォルニア森林での干ばつや西部南極のパインアイランド氷河の融解などのティッピング検出に活用されている。グリーンランド氷床に関しては、融解速度の時系列データの自己相関と分散が増加していることから、氷床が安定性を失いつつあると示唆しており、氷床に関するモデルで予測されたEWSとも一致している。しかし人間活動による気候システムの変化があまりに急速である場合、EWSが検出される前に気候転換点に到達する可能性がある。

### ノイズ誘発型ティッピング
ノイズ誘発型ティッピング（Noise-induced tipping）は、気候システム内部のランダムな変動や内部多様性によって、ある状態から別の気候状態へと遷移する現象を指す。このタイプのティッピング遷移は、分岐誘発型とは異なり早期警告信号を示さない。基底にあるスカラーポテンシャルが不変のため予測が極めて困難であり、しばしば「X年に1回の事象」といった表現で記述される。一例として最終氷期に起きたダンスガード・オシュガーサイクルが挙げられる。この期間には約500年間のうちに25回もの急激な気候変動が発生した。

### 速度誘発型ティッピング
速度誘発型ティッピング（Rate-induced tipping）は、環境の変化が、システムが安定状態へ回復する速度よりも速い場合に発生する。例えば泥炭地では長年にわたる安定状態の後に、速度誘発型ティッピングが大気中への土壌炭素放出を爆発的に増加させることがあり「compost bomb instability」として知られる 。大西洋子午面循環（AMOC） もまた速度誘発型ティッピングを示す可能性があり、もし氷の融解速度が一定の臨界値よりも速くなれば、臨界値に達する前にAMOCが崩壊する可能性がある。

## 人類社会への影響
気候転換点は非常に深刻な影響を及ぼす可能性がある。いくつかの潜在的な気候転換点は、インドモンスーンの混乱のように突発的に発生し、数億人の食糧安全保障に深刻な影響を及ぼす可能性がある。氷床融解のように、突発的ではなくより長い時間をかけて発生すると考えられるが、極めて深刻な事態をもたらす影響もある。グリーンランドと西部南極の氷が融解すると約10メートルの海面上昇が生じ、数世紀にわたって多くの都市を内陸に移動させる必要が生じ、その後も海面上昇を加速させる。南極氷床の不安定化は、中程度の排出シナリオにおいて、新たな1億2000万人が毎年の洪水にさらされると予測されている。

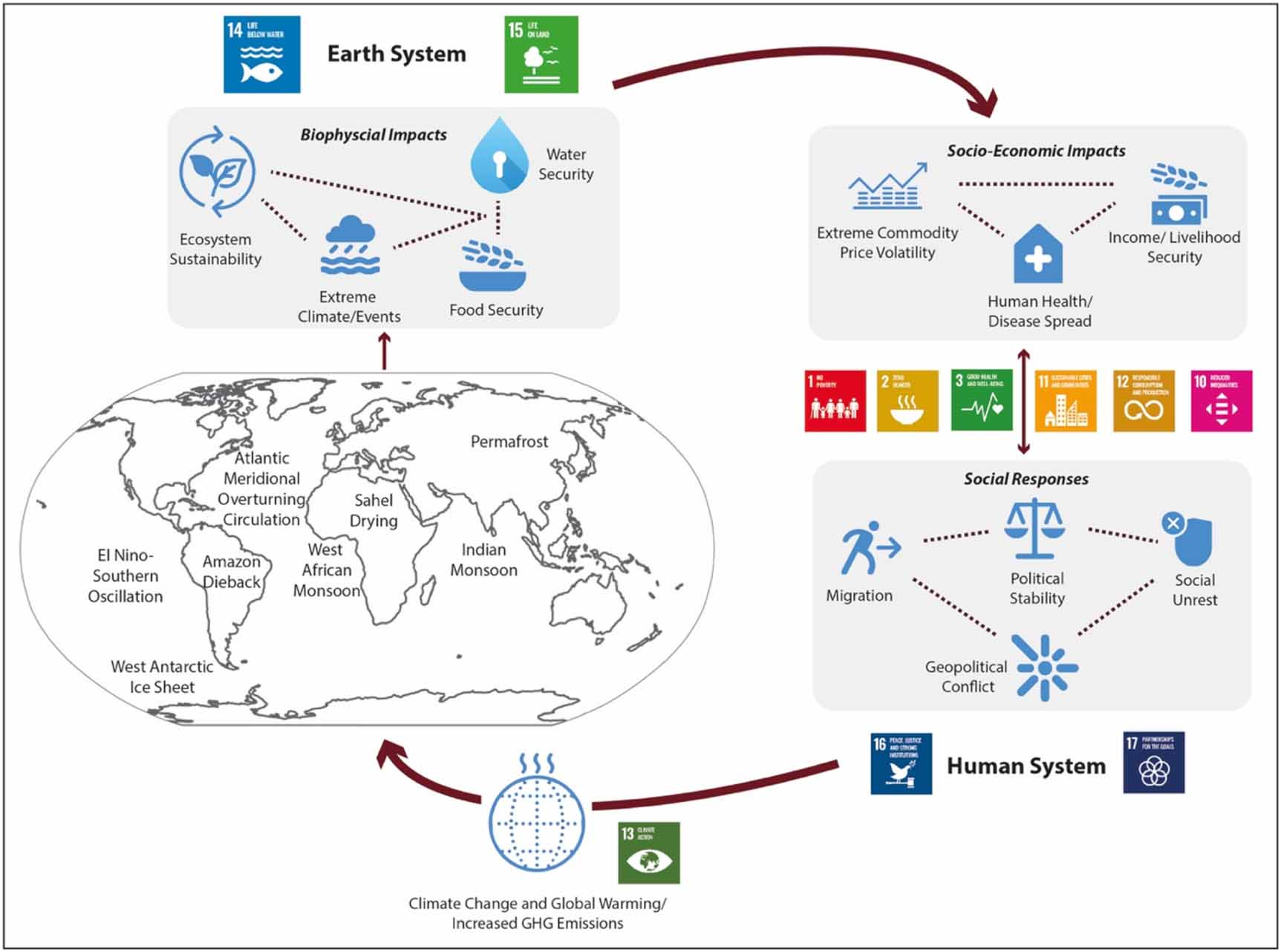
地球の気候システムと人類の社会システムの間で起こり得る相互作用と連鎖的影響の模式図

大西洋子午線循環の崩壊はヨーロッパの一部で10℃以上の冷却を引き起こし、ヨーロッパ・中米・西アフリカ・南アジアを乾燥化し、北大西洋で約1メートルの海面上昇をもたらす。その結果食糧安全保障に深刻な影響を及ぼし、ある予測では世界のほとんどの地域で主要作物の収量が減少し、例えばイギリスでは耕作農業が経済的に成り立たなくなるとされている 。これらの影響は気候転換点連鎖が発生した場合同時に起こる可能性がある。過去3万年間の急激な変化をレビューした研究によると、気候転換点は気候・生態系・社会システムにおいて広範な連鎖的影響を引き起こす可能性がある。例えばアフリカ湿潤期の急激な終了は連鎖的に影響を及ぼし、砂漠化と体制の変化によって北アフリカの牧畜社会の後退や古代エジプトの王朝交代を引き起こした。
2018年に報告された研究では、特定の閾値を超えると複数の気候転換点が発動、自己強化的なフィードバックループが生じ、気候の安定化を妨げ、より大きな温暖化と海面上昇を引き起こし、生態系・社会・経済に深刻な混乱をもたらす可能性があると提唱し、今後10年間の人類の意思決定は地球の気候を数万年から数十万年にわたって左右し、現在の人間社会には居住困難な環境をもたらすかもしれないとしている。このシナリオは暴走温室効果シナリオと呼ばれることがあるが、これが現実となるかどうかや、この閾値の存在・その具体的な値については不確かであり疑問が提起されている 。

## 古代の気候転換点

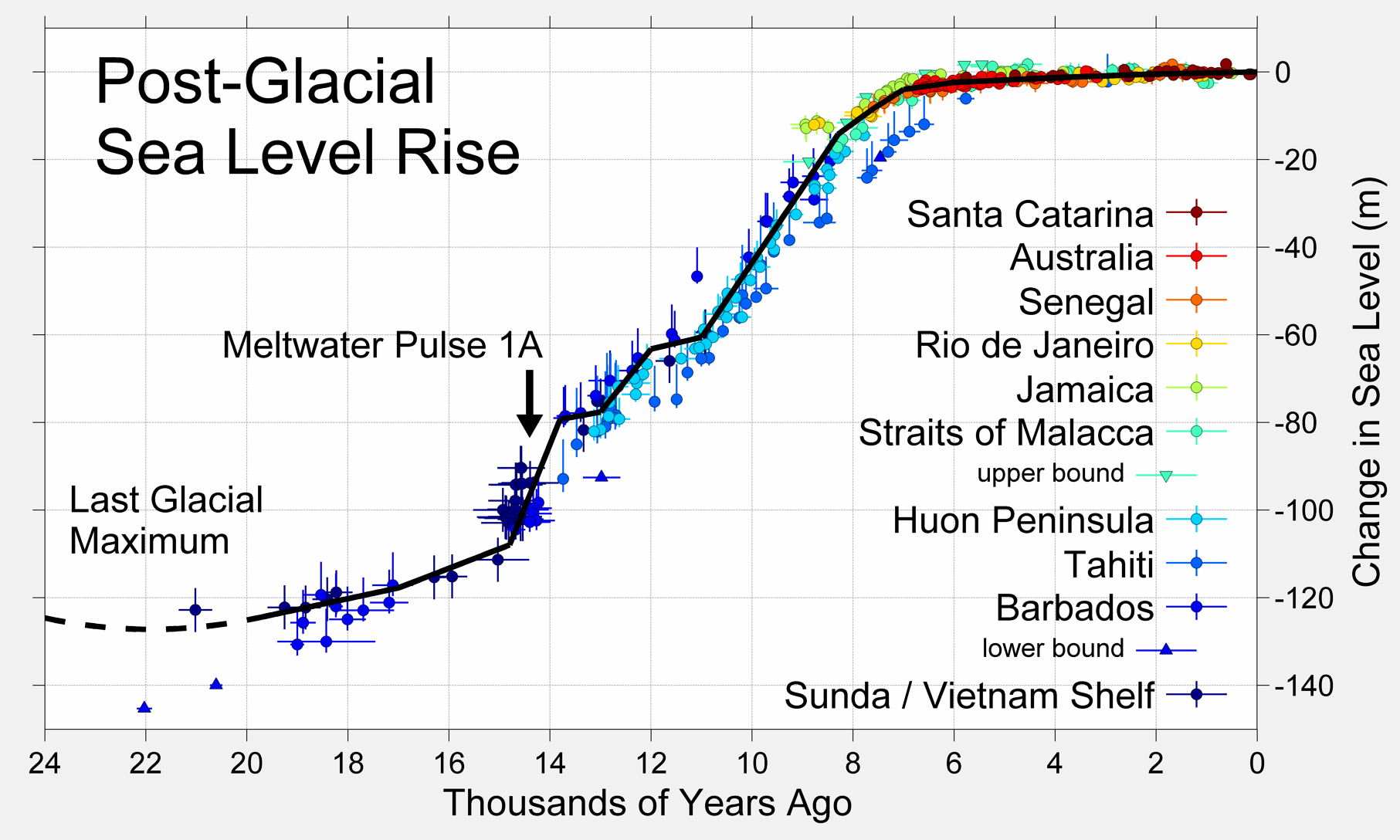
約1万4000年前Meltwater pulse 1A の時期に発生した急激な海面上昇は気候転換点の一例かもしれない。

地質記録には多くの急激な変化が示されており先史時代に気候転換点が越えられた可能性が示唆されている。
- 最終氷期に起こったダンスガード・オシュガーサイクルでは、グリーンランドとヨーロッパで数十年間の内に急激な温暖化が発生し、大規模な海洋循環の急変が起こった可能性がある。
- 新世初期の氷河後退期には海面上昇はなだらかではなく、メルトウォーターパルスの間に急激に上昇した。
- 北アフリカのモンスーンは、アフリカ湿潤期に数十年間のタイムスケールで急激に変化した。この時期は1万5000年前から5000年前まで続いたが、その後急激に乾燥化した。

## 引用
1. 1 2 3 4 5  Lenton, Tim; Rockström, Johan; Gaffney, Owen; Rahmstorf, Stefan; Richardson, Katherine; Steffen, Will; Schellnhuber, Hans Joachim (2019). “Climate tipping points – too risky to bet against”. Nature 575 (7784):  592–595. Bibcode: 2019Natur.575..592L. doi:10.1038/d41586-019-03595-0. PMID 31776487.
2. ↑  “Climate change driving entire planet to dangerous "global tipping point"”. National Geographic (2019年11月27日). 2021年2月19日時点のオリジナルよりアーカイブ。2022年7月17日閲覧。
3. 1 2 3 4 5  Lenton, Tim (2021). “Tipping points in the climate system”. Weather 76 (10):  325–326. Bibcode: 2021Wthr...76..325L. doi:10.1002/wea.4058. ISSN 0043-1656.
4. 1 2  “The irreversible emissions of a permafrost "tipping point"”. World Economic Forum (2020年2月18日). 2022年7月17日閲覧。
5. ↑  Duncombe, Jenessa (2020年6月24日). “The Ticking Time Bomb of Arctic Permafrost” (英語). Eos. 2025年1月24日閲覧。
6. ↑  Perrin, Sarah. “Permafrost: A ticking time bomb beneath our feet” (英語). phys.org. 2025年1月24日閲覧。
7. ↑  Simon, Matt (2023年4月22日). “汚染された永久凍土が、温暖化で融解する“時限爆弾”になっている：研究結果”. WIRED.jp. 2025年1月24日閲覧。
8. ↑  “「気候変動の時限爆弾」、惨状回避の時間切れ迫る 国連報告書が警鐘”. CNN.co.jp. 2025年1月24日閲覧。
9. ↑  “Tipping Elements – big risks in the Earth System”.  Potsdam Institute for Climate Impact Research. 2024年1月31日閲覧。
10. 1 2 3 4 5 6 7 8  Armstrong McKay, David; Abrams, Jesse; Winkelmann, Ricarda; Sakschewski, Boris; Loriani, Sina; Fetzer, Ingo; Cornell, Sarah; Rockström, Johan et al. (9 September 2022). “Exceeding 1.5°C global warming could trigger multiple climate tipping points” (英語). Science 377 (6611):  eabn7950. doi:10.1126/science.abn7950. hdl:10871/131584. ISSN 0036-8075. PMID 36074831.
11. ↑  Ripple, William J; Wolf, Christopher; Newsome, Thomas M.; Gregg, Jillian W.; Lenton, Tim; Palomo, Ignacio; Eikelboom, Jasper A. J.; Law, Beverly E. et al. (28 July 2021). “World Scientists' Warning of a Climate Emergency 2021”. BioScience 71 (biab079):  894–898. doi:10.1093/biosci/biab079. hdl:1808/30278. ISSN 0006-3568.
12. ↑  Lenton, Timothy M.; Held, Hermann; Kriegler, Elmar; Hall, Jim W.; Lucht, Wolfgang; Rahmstorf, Stefan; Schellnhuber, Hans Joachim (2008-02-12). “Tipping elements in the Earth's climate system”. Proceedings of the National Academy of Sciences 105 (6):  1786–1793. doi:10.1073/pnas.0705414105. PMC 2538841. PMID 18258748.
13. ↑  Steffen, Will; Rockström, Johan; Richardson, Katherine; Lenton, Timothy M.; Folke, Carl; Liverman, Diana; Summerhayes, Colin P.; Barnosky, Anthony D. et al. (14 August 2018). “Trajectories of the Earth System in the Anthropocene” (英語). Proceedings of the National Academy of Sciences 115 (33):  8252–8259. Bibcode: 2018PNAS..115.8252S. doi:10.1073/pnas.1810141115. ISSN 0027-8424. PMC 6099852. PMID 30082409.
14. 1 2 3 4 5  Wunderling, Nico; Donges, Jonathan F.; Kurths, Jürgen; Winkelmann, Ricarda (3 June 2021). “Interacting tipping elements increase risk of climate domino effects under global warming”. Earth System Dynamics 12 (2):  601–619. Bibcode: 2021ESD....12..601W. doi:10.5194/esd-12-601-2021. ISSN 2190-4979.  オリジナルの4 June 2021時点におけるアーカイブ。 2021年6月4日閲覧。.
15. 1 2  Rocha, Juan C.; Peterson, Garry; Bodin, Örjan; Levin, Simon (2018). “Cascading regime shifts within and across scales”. Science 362 (6421):  1379–1383. Bibcode: 2018Sci...362.1379R. doi:10.1126/science.aat7850. ISSN 0036-8075. PMID 30573623.
16. 1 2 3 4 5 6 7 8  Armstrong McKay, David (2022年9月9日). “Exceeding 1.5°C global warming could trigger multiple climate tipping points – paper explainer” (英語). climatetippingpoints.info. 2022年10月2日閲覧。
17. 1 2  Defined in IPCC_AR6_WGI_Chapter_04 Archived 5 September 2021 at the Wayback Machine., p.95, line 34.
18. 1 2 3 4 5 6 7 8 9  “Explainer: Nine "tipping points" that could be triggered by climate change”. Carbon Brief (2020年2月10日). 2022年7月16日閲覧。
19. ↑  “IPCC AR6 WG1 Ch4”. p. 95. 2021年9月5日時点のオリジナルよりアーカイブ。2021年11月14日閲覧。
20. ↑  “Glossary — Special Report on the Ocean and Cryosphere in a Changing Climate”. 2021年8月16日時点のオリジナルよりアーカイブ。2021年7月10日閲覧。
21. ↑  Michael E. Mann (2021). The New Climate War: The Fight to Take Back Our Planet. PublicAffairs. pp. 231–238. ISBN 978-1-541-75822-3
22. ↑  Damian Carrington (2023年1月20日). “'Super-tipping points' could trigger cascade of climate action”. the Guardian
23. ↑  Lenton, Timothy M.; Benson, Scarlett; Smith, Talia; Ewer, Theodora; Lanel, Victor; Petykowski, Elizabeth; Powell, Thomas W. R.; Abrams, Jesse F. et al. (2022). “Operationalising positive tipping points towards global sustainability” (英語). Global Sustainability 5. Bibcode: 2022GlSus...5E...1L. doi:10.1017/sus.2021.30. hdl:10871/126085. ISSN 2059-4798.
24. 1 2  Lenton, Timothy M.; Held, Hermann; Kriegler, Elmar; Hall, Jim W; Lucht, Wolfgang; Rahmstorf, Stefan; Schellnhuber, Hans Joachim (2008-02-12). “Tipping elements in the Earth's climate system”. PNAS 105 (6):  1786–1793. Bibcode: 2008PNAS..105.1786L. doi:10.1073/pnas.0705414105. PMC 2538841. PMID 18258748.
25. 1 2  Schellnhuber, Hans Joachim; Rahmstorf, Stefan; Winkelmann, Ricarda (2016). “Why the right climate target was agreed in Paris”. Nature Climate Change 6 (7):  649–653. Bibcode: 2016NatCC...6..649S. doi:10.1038/nclimate3013. ISSN 1758-6798.
26. ↑  “Critical measures of global heating reaching tipping point, study finds”. the Guardian. (2021年7月28日)
27. ↑  Ripple, William J; Wolf, Christopher; Newsome, Thomas M.; Gregg, Jillian W.; Lenton, Tim; Palomo, Ignacio; Eikelboom, Jasper A. J.; Law, Beverly E. et al. (28 July 2021). “World Scientists' Warning of a Climate Emergency 2021”. BioScience 71 (biab079):  894–898. doi:10.1093/biosci/biab079. hdl:1808/30278. ISSN 0006-3568.
28. ↑  Baker, Harry (2022年9月15日). “Climate "points of no return" may be much closer than we thought” (英語). livescience.com. 2022年9月18日閲覧。
29. ↑  “Quick Facts on Ice Sheets”. National Snow and Ice Data Center. 2022年7月17日閲覧。
30. ↑  “New climate models suggest faster melting of the Greenland Ice Sheet”. World Economic Forum (2020年12月21日). 2022年7月17日閲覧。
31. ↑  Scambos, Ted; Straneo, Fiamma; Tedesco, Marco (2021). “How fast is the Greenland ice sheet melting?”. Arctic, Antarctic, and Alpine Research 53 (1):  221–222. Bibcode: 2021AAAR...53..221S. doi:10.1080/15230430.2021.1946241. ISSN 1523-0430.
32. ↑  Todd, Joe; Christoffersen, Poul; Zwinger, Thomas; Råback, Peter; Chauché, Nolwenn; Benn, Doug; Luckman, Adrian; Ryan, Johnny et al. (2018). “A Full-Stokes 3-D Calving Model Applied to a Large Greenlandic Glacier”. Journal of Geophysical Research: Earth Surface 123 (3):  410–432. Bibcode: 2018JGRF..123..410T. doi:10.1002/2017JF004349.
33. 1 2  Boers, Niklas; Rypdal, Martin (2021). “Critical slowing down suggests that the western Greenland Ice Sheet is close to a tipping point”. Proceedings of the National Academy of Sciences 118 (21):  e2024192118. Bibcode: 2021PNAS..11824192B. doi:10.1073/pnas.2024192118. ISSN 0027-8424. PMC 8166178. PMID 34001613.
34. ↑  Garric, Audrey (2021年3月15日). “La calotte glaciaire du Groenland a déjà fondu au moins une fois au cours du dernier million d'années”. Le Monde
35. ↑  Christ, Andrew J.; Bierman, Paul R.; Schaefer, Joerg M.; Dahl-Jensen, Dorthe; Steffensen, Jørgen P.; Corbett, Lee B.; Peteet, Dorothy M.; Thomas, Elizabeth K. et al. (30 March 2021). “A multimillion-year-old record of Greenland vegetation and glacial history preserved in sediment beneath 1.4 km of ice at Camp Century”. Proceedings of the National Academy of Sciences of the United States 118 (13):  e2021442118. Bibcode: 2021PNAS..11821442C. doi:10.1073/pnas.2021442118. PMC 8020747. PMID 33723012.
36. ↑  Fretwell, P.; Pritchard, H. D.; Vaughan, D. G.; Bamber, J. L.; Barrand, N. E.; Bell, R.; Bianchi, C.; Bingham, R. G. et al. (28 February 2013). “Bedmap2: improved ice bed, surface and thickness datasets for Antarctica”. The Cryosphere 7 (1):  375–393. Bibcode: 2013TCry....7..375F. doi:10.5194/tc-7-375-2013. ISSN 1994-0416.
37. ↑  Hulbe, Christina (2017). “Is ice sheet collapse in West Antarctica unstoppable?”. Science 356 (6341):  910–911. Bibcode: 2017Sci...356..910H. doi:10.1126/science.aam9728. PMID 28572353.
38. ↑  Alley, Richard B.; Anandakrishnan, Sridhar; Christianson, Knut; Horgan, Huw J.; Muto, Atsu; Parizek, Byron R.; Pollard, David; Walker, Ryan T. (2015). “Oceanic Forcing of Ice-Sheet Retreat: West Antarctica and More”. Annual Review of Earth and Planetary Sciences 43 (1):  207–231. Bibcode: 2015AREPS..43..207A. doi:10.1146/annurev-earth-060614-105344.
39. ↑  Shepherd, Andrew; Ivins, Erik; Rignot, Eric; Smith, Ben; van den Broeke, Michiel; Velicogna, Isabella; Whitehouse, Pippa; Briggs, Kate et al. (2018). “Mass balance of the Antarctic Ice Sheet from 1992 to 2017”. Nature 558 (7709):  219–222. Bibcode: 2018Natur.558..219I. doi:10.1038/s41586-018-0179-y. hdl:2268/225208. ISSN 1476-4687. PMID 29899482.
40. ↑  Feldmann, Johannes; Levermann, Anders (17 November 2015). “Collapse of the West Antarctic Ice Sheet after local destabilization of the Amundsen Basin”. Proceedings of the National Academy of Sciences 112 (46):  14191–14196. Bibcode: 2015PNAS..11214191F. doi:10.1073/pnas.1512482112. PMC 4655561. PMID 26578762.
41. ↑  Joughin, Ian; Smith, Benjamin E.; Medley, Brooke; Seroussi, H.; Scheuchl, B. (16 May 2014). “Marine Ice Sheet Collapse Potentially Under Way for the Thwaites Glacier Basin, West Antarctica”. Science 344 (6185):  735–738. Bibcode: 2014Sci...344..735J. doi:10.1126/science.1249055. PMID 24821948.
42. ↑  Joughin, Ian; Alley, Richard B. (2011). “Stability of the West Antarctic ice sheet in a warming world”. Nature Geoscience 4 (8):  506–513. Bibcode: 2011NatGe...4..506J. doi:10.1038/ngeo1194. ISSN 1752-0908.
43. ↑  Justin Gillis (March 22, 2016) "Scientists Warn of Perilous Climate Shift Within Decades, Not Centuries" New York Times
44. ↑  Fox-Kemper, B.; Hewitt, H.T.; Xiao, C.; Aðalgeirsdóttir, G.; Drijfhout, S.S.; Edwards, T.L.; Golledge, N.R.; Hemer, M. et al. (2021). Masson-Delmotte, V.; Zhai, P.; Pirani, A. et al.. eds. “Chapter 9: Ocean, Cryosphere and Sea Level Change”. Climate Change 2021: The Physical Science Basis. Contribution of Working Group I to the Sixth Assessment Report of the Intergovernmental Panel on Climate Change (Cambridge University Press, Cambridge, UK and New York, NY, USA):  1270–1272.
45. ↑  Garbe, Julius; Albrecht, Torsten; Levermann, Anders; Donges, Jonathan F.; Winkelmann, Ricarda (2020). “The hysteresis of the Antarctic Ice Sheet”. Nature 585 (7826):  538–544. Bibcode: 2020Natur.585..538G. doi:10.1038/s41586-020-2727-5. PMID 32968257.
46. ↑  “Does Arctic sea ice have a tipping point?”. National Snow and Ice Data Center (2021年12月17日). 2022年7月19日閲覧。
47. ↑  Arias, Paola A.; Bellouin, Nicolas; Coppola, Erika; Jones, Richard G. et al. (2021). “Technical Summary”. IPCC AR6 WG1. pp. 76
48. ↑  Rantanen, Mika; Karpechko, Alexey Yu; Lipponen, Antti; Nordling, Kalle; Hyvärinen, Otto; Ruosteenoja, Kimmo; Vihma, Timo; Laaksonen, Ari (11 August 2022). “The Arctic has warmed nearly four times faster than the globe since 1979” (英語). Communications Earth & Environment 3 (1):  168. Bibcode: 2022ComEE...3..168R. doi:10.1038/s43247-022-00498-3. ISSN 2662-4435.
49. ↑  “The Arctic is warming four times faster than the rest of the world” (英語). Science Magazine (2021年12月14日). 2022年10月6日閲覧。
50. ↑  Isaksen, Ketil; Nordli, Øyvind (15 June 2022). “Exceptional warming over the Barents area” (英語). Scientific Reports 12 (1):  9371. Bibcode: 2022NatSR..12.9371I. doi:10.1038/s41598-022-13568-5. PMC 9200822. PMID 35705593.
51. ↑  Damian Carrington (2022年6月15日). “New data reveals extraordinary global heating in the Arctic” (英語). The Guardian. 2022年10月7日閲覧。
52. ↑  Petoukhov, Vladimir; Semenov, Vladimir A. (2010). “A link between reduced Barents-Kara sea ice and cold winter extremes over northern continents”. Journal of Geophysical Research 115 (D21):  D21111. Bibcode: 2010JGRD..11521111P. doi:10.1029/2009JD013568.
53. ↑  He, Shengping; Gao, Yongqi; Furevik, Tore; Wang, Huijun; Li, Fei (16 December 2017). “Teleconnection between sea ice in the Barents Sea in June and the Silk Road, Pacific–Japan and East Asian rainfall patterns in August”. Advances in Atmospheric Sciences 35:  52–64. doi:10.1007/s00376-017-7029-y.
54. ↑  Zhang, Ruonan; Screen, James A. (16 June 2021). “Diverse Eurasian Winter Temperature Responses to Barents-Kara Sea Ice Anomalies of Different Magnitudes and Seasonality”. Geophysical Research Letters 48 (13). Bibcode: 2021GeoRL..4892726Z. doi:10.1029/2021GL092726.
55. ↑  Song, Mirong; Wang, Zhao-Yin; Zhu, Zhu; Liu, Ji-Ping (August 2021). “Nonlinear changes in cold spell and heat wave arising from Arctic sea-ice loss”. Advances in Climate Change Research 12 (4):  553–562. Bibcode: 2021ACCR...12..553S. doi:10.1016/j.accre.2021.08.003.
56. ↑  Sun, Jianqi; Liu, Sichang; Cohen, Judah; Yu, Shui (2 August 2022). “Influence and prediction value of Arctic sea ice for spring Eurasian extreme heat events”. Communications Earth & Environment 3 (1):  172. Bibcode: 2022ComEE...3..172S. doi:10.1038/s43247-022-00503-9.
57. 1 2  Rounce, David R.; Hock, Regine; Maussion, Fabien; Hugonnet, Romain et al. (5 January 2023). “Global glacier change in the 21st century: Every increase in temperature matters”. Science 379 (6627):  78–83. Bibcode: 2023Sci...379...78R. doi:10.1126/science.abo1324. PMID 36603094.
58. ↑  Hubbard, Bryn; Neil F. Glasser (May 20, 2005). Field Techniques in Glaciology and Glacial Geomorphology. Wiley. pp. 179–198. ISBN 978-0470844274 2020年11月23日閲覧。
59. ↑  Pelto, M.S. (2010). “Forecasting temperate alpine glacier survival from accumulation zone observations”. The Cryosphere 4 (1):  67–75. Bibcode: 2010TCry....4...67P. doi:10.5194/tc-4-67-2010 2020年11月23日閲覧。.
60. ↑  Mauri S. Pelto. “North Cascade Glacier Terminus Behavior”.  Nichols College. 2016年8月7日閲覧。
61. ↑  “Special report: How climate change is melting France's largest glacier”.   New Scientist (2019年9月18日). 2021年2月3日閲覧。
62. ↑  Damian Carrington (2019年2月4日). “A third of Himalayan ice cap doomed, finds report”. TheGuardian.com. 2022年10月20日閲覧。
63. ↑  Bolch, Tobias; Shea, Joseph M.; Liu, Shiyin; Azam, Farooq M.; Gao, Yang; Gruber, Stephan; Immerzeel, Walter W.; Kulkarni, Anil et al. (5 January 2019). “Status and Change of the Cryosphere in the Extended Hindu Kush Himalaya Region”. The Hindu Kush Himalaya Assessment: Mountains, Climate Change, Sustainability and People. Springer. pp. 209–255. doi:10.1007/978-3-319-92288-1_3. ISBN 9783319922881
64. ↑  Scott, Christopher A.; Zhang, Fan; Mukherji, Aditi; Immerzeel, Walter; Mustafa, Daanish; Bharati, Luna (5 January 2019). “Water in the Hindu Kush Himalaya”. The Hindu Kush Himalaya Assessment: Mountains, Climate Change, Sustainability and People. pp. 257–299. doi:10.1007/978-3-319-92288-1_8. ISBN 978-3-319-92287-4
65. ↑  “Alpine village is largely destroyed when a Swiss glacier collapses” (英語). NBC News (2025年5月29日). 2025年5月29日閲覧。
66. ↑  Graham, Dave; Graham, Dave (2025年5月29日). “'I lost everything': Swiss residents in shock after glacier debris buries village” (英語). Reuters 2025年5月29日閲覧。
67. ↑  Zhang, T.; Barry, R. G.; Knowles, K.; Heginbottom, J. A.; Brown, J. (2008). “Statistics and characteristics of permafrost and ground-ice distribution in the Northern Hemisphere”. Polar Geography 31 (1–2):  47–68. Bibcode: 2008PolGe..31...47Z. doi:10.1080/10889370802175895. ISSN 1088-937X.
68. 1 2  “Where is Frozen Ground?”. National Snow and Ice Data Center. 2022年7月17日閲覧。
69. ↑  Schuur, E. a. G.; McGuire, A. D.; Schädel, C.; Grosse, G.; Harden, J. W.; Hayes, D. J.; Hugelius, G.; Koven, C. D. et al. (April 2015). “Climate change and the permafrost carbon feedback” (英語). Nature 520 (7546):  171–179. Bibcode: 2015Natur.520..171S. doi:10.1038/nature14338. ISSN 1476-4687. PMID 25855454.
70. ↑  “Global Tipping Points Report 2023: Chapter 1.2 - Cryosphere tipping points” (英語). Global Tipping Points (2023年6月13日). 2024年10月14日閲覧。
71. ↑  Turetsky, Merritt R.; Abbott, Benjamin W.; Jones, Miriam C.; Walter Anthony, Katey; Olefeldt, David; Schuur, Edward A. G.; Koven, Charles; McGuire, A. David et al. (May 2019). “Permafrost collapse is accelerating carbon release” (英語). Nature 569 (7754):  32–34. Bibcode: 2019Natur.569...32T. doi:10.1038/d41586-019-01313-4. PMID 31040419.
72. ↑  Turetsky, Merritt R.; Abbott, Benjamin W.; Jones, Miriam C.; Anthony, Katey Walter; Olefeldt, David; Schuur, Edward A. G.; Grosse, Guido; Kuhry, Peter et al. (February 2020). “Carbon release through abrupt permafrost thaw” (英語). Nature Geoscience 13 (2):  138–143. Bibcode: 2020NatGe..13..138T. doi:10.1038/s41561-019-0526-0. ISSN 1752-0908.
73. ↑  Viglione, Giuliana (2022年3月14日). “'Imminent' tipping point threatening Europe's permafrost peatlands”. Carbon Brief. 2022年7月16日閲覧。
74. ↑  Fewster, Richard E.; Morris, Paul J.; Ivanovic, Ruza F.; Swindles, Graeme T.; Peregon, Anna M.; Smith, Christopher J. (2022). “Imminent loss of climate space for permafrost peatlands in Europe and Western Siberia”. Nature Climate Change 12 (4):  373–379. Bibcode: 2022NatCC..12..373F. doi:10.1038/s41558-022-01296-7. ISSN 1758-6798.  オリジナルの9 September 2022時点におけるアーカイブ。 2022年7月16日閲覧。.
75. ↑  Nitzbon, Jan; Schneider von Deimling, Thomas; Aliyeva, Mehriban; Chadburn, Sarah E.; Grosse, Guido; Laboor, Sebastian; Lee, Hanna; Lohmann, Gerrit et al. (June 2024). “No respite from permafrost-thaw impacts in the absence of a global tipping point” (英語). Nature Climate Change 14 (6):  573–585. Bibcode: 2024NatCC..14..573N. doi:10.1038/s41558-024-02011-4. ISSN 1758-6798.
76. ↑  Heinze, Christoph; Blenckner, Thorsten; Martins, Helena; Rusiecka, Dagmara; Döscher, Ralf; Gehlen, Marion; Gruber, Nicolas; Holland, Elisabeth et al. (2021-03-02). “The quiet crossing of ocean tipping points”. Proceedings of the National Academy of Sciences 118 (9):  e2008478118. doi:10.1073/pnas.2008478118. PMC 7936299. PMID 33619085.
77. 1 2  Potsdam Institute for Climate Impact Research. “Gulf Stream System at its weakest in over a millennium”. ScienceDaily. 2022年7月17日閲覧。
78. 1 2 3  “What is the Atlantic Meridional Overturning Circulation?”. Met Office. 2021年11月26日閲覧。
79. ↑  “Risk management of climate thresholds and feedbacks: Atlantic Meridional Overturning Circulation (AMOC)”. Met Office (2019年12月). 2020年11月25日閲覧。
80. ↑  Fox-Kemper, Baylor; Hewitt, Helene T.; Xiao, Cunde; Aðalgeirsdóttir, Guðfinna et al. (2021). “Chapter 9: Ocean, cryosphere, and sea level change”. IPCC AR6 WG1. Section 9.2.3.1
81. ↑  Lohmann, Johannes; Ditlevsen, Peter D. (2021-03-02). “Risk of tipping the overturning circulation due to increasing rates of ice melt” (英語). Proceedings of the National Academy of Sciences 118 (9):  e2017989118. Bibcode: 2021PNAS..11817989L. doi:10.1073/pnas.2017989118. ISSN 0027-8424. PMC 7936283. PMID 33619095.
82. ↑  Boers, Niklas (2021). “Observation-based early-warning signals for a collapse of the Atlantic Meridional Overturning Circulation”. Nature Climate Change 11 (8):  680–688. Bibcode: 2021NatCC..11..680B. doi:10.1038/s41558-021-01097-4. ISSN 1758-6798.
83. ↑  Latif, Mojib; Sun, Jing; Visbeck, Martin; Bordbar, M. Hadi (25 April 2022). “Natural variability has dominated Atlantic Meridional Overturning Circulation since 1900”. Nature Climate Change 12 (5):  455–460. Bibcode: 2022NatCC..12..455L. doi:10.1038/s41558-022-01342-4.
84. ↑  He, Feng; Clark, Peter U. (7 April 2022). “Freshwater forcing of the Atlantic Meridional Overturning Circulation revisited”. Nature Climate Change 12 (5):  449–454. Bibcode: 2022NatCC..12..449H. doi:10.1038/s41558-022-01328-2.
85. ↑  Kim, Soong-Ki; Kim, Hyo-Jeong; Dijkstra, Henk A.; An, Soon-Il (11 February 2022). “Slow and soft passage through tipping point of the Atlantic Meridional Overturning Circulation in a changing climate”. npj Climate and Atmospheric Science 5 (13). Bibcode: 2022npCAS...5...13K. doi:10.1038/s41612-022-00236-8.
86. ↑  Sgubin (2017). “Abrupt cooling over the North Atlantic in modern climate models”. Nature Communications 8. doi:10.1038/ncomms14375. PMC 5330854. PMID 28198383.
87. ↑  Eleanor Frajka-Williams; Claudie Beaulieu; Aurelie Duchez (2017). “Emerging negative Atlantic Multidecadal Oscillation index in spite of warm subtropics”. Scientific Reports 7 (1):  11224. Bibcode: 2017NatSR...711224F. doi:10.1038/s41598-017-11046-x. PMC 5593924. PMID 28894211.
88. ↑  Swingedouw, Didier; Bily, Adrien; Esquerdo, Claire; Borchert, Leonard F.; Sgubin, Giovanni; Mignot, Juliette; Menary, Matthew (2021). “On the risk of abrupt changes in the North Atlantic subpolar gyre in CMIP6 models”. Annals of the New York Academy of Sciences 1504 (1):  187–201. Bibcode: 2021NYASA1504..187S. doi:10.1111/nyas.14659. hdl:10447/638022. PMID 34212391.
89. ↑  Arellano-Nava, Beatriz; Halloran, Paul R.; Boulton, Chris A.; Scourse, James; Butler, Paul G.; Reynolds, David J.; Lenton, Timothy (25 August 2022). “Destabilisation of the Subpolar North Atlantic prior to the Little Ice Age”. Nature Communications 13 (1):  5008. Bibcode: 2022NatCo..13.5008A. doi:10.1038/s41467-022-32653-x. PMC 9411610. PMID 36008418.
90. ↑  “NOAA Scientists Detect a Reshaping of the Meridional Overturning Circulation in the Southern Ocean”.  NOAA (2023年3月29日). 2025年3月30日閲覧。
91. ↑  Pellichero, Violaine; Sallée, Jean-Baptiste; Chapman, Christopher C.; Downes, Stephanie M. (3 May 2018). “The southern ocean meridional overturning in the sea-ice sector is driven by freshwater fluxes”. Nature Communications 9 (1):  1789. Bibcode: 2018NatCo...9.1789P. doi:10.1038/s41467-018-04101-2. PMC 5934442. PMID 29724994.
92. ↑  Lee, Sang-Ki; Lumpkin, Rick; Gomez, Fabian; Yeager, Stephen; Lopez, Hosmay; Takglis, Filippos; Dong, Shenfu; Aguiar, Wilton et al. (13 March 2023). “Human-induced changes in the global meridional overturning circulation are emerging from the Southern Ocean”. Communications Earth & Environment 4 (1):  69. Bibcode: 2023ComEE...4...69L. doi:10.1038/s43247-023-00727-3.
93. ↑  “NOAA Scientists Detect a Reshaping of the Meridional Overturning Circulation in the Southern Ocean”.  NOAA (2023年3月29日). 2025年3月30日閲覧。
94. 1 2  Zhou, Shenjie; Meijers, Andrew J. S.; Meredith, Michael P.; Abrahamsen, E. Povl; Holland, Paul R.; Silvano, Alessandro; Sallée, Jean-Baptiste; Østerhus, Svein (12 June 2023). “Slowdown of Antarctic Bottom Water export driven by climatic wind and sea-ice changes”. Nature Climate Change 13:  701–709. doi:10.1038/s41558-023-01667-8.
95. ↑  “Slowing deep Southern Ocean current may be linked to natural climate cycle—but melting Antarctic ice is still a concern”.  The Conversation (2023年6月17日). 2025年3月30日閲覧。
96. ↑  Stewart, K. D.; Hogg, A. McC.; England, M. H.; Waugh, D. W. (2 November 2020). “Response of the Southern Ocean Overturning Circulation to Extreme Southern Annular Mode Conditions”. Geophysical Research Letters 47 (22):  e2020GL091103. Bibcode: 2020GeoRL..4791103S. doi:10.1029/2020GL091103. hdl:1885/274441.
97. ↑  Bourgeois, Timothée; Goris, Nadine; Schwinger, Jörg; Tjiputra, Jerry F. (17 January 2022). “Stratification constrains future heat and carbon uptake in the Southern Ocean between 30°S and 55°S”. Nature Communications 13 (1):  340. Bibcode: 2022NatCo..13..340B. doi:10.1038/s41467-022-27979-5. PMC 8764023. PMID 35039511.
98. ↑  Silvano, Alessandro; Rintoul, Stephen Rich; Peña-Molino, Beatriz; Hobbs, William Richard; van Wijk, Esmee; Aoki, Shigeru; Tamura, Takeshi; Williams, Guy Darvall (18 April 2018). “Freshening by glacial meltwater enhances the melting of ice shelves and reduces the formation of Antarctic Bottom Water”. Science Advances 4 (4):  eaap9467. doi:10.1126/sciadv.aap9467. PMC 5906079. PMID 29675467.
99. ↑  Ribeiro, N.; Herraiz-Borreguero, L.; Rintoul, S. R.; McMahon, C. R.; Hindell, M.; Harcourt, R.; Williams, G. (15 July 2021). “Warm Modified Circumpolar Deep Water Intrusions Drive Ice Shelf Melt and Inhibit Dense Shelf Water Formation in Vincennes Bay, East Antarctica” (英語). Journal of Geophysical Research: Oceans 126 (8). Bibcode: 2021JGRC..12616998R. doi:10.1029/2020JC016998. ISSN 2169-9275.
100. ↑  Lenton, T. M.; Armstrong McKay, D.I.; Loriani, S.; Abrams, J.F.; Lade, S.J.; Donges, J.F.; Milkoreit, M.; Powell, T.; Smith, S.R.; Zimm, C.; Buxton, J.E.; Daube, Bruce C.; Krummel, Paul B.; Loh, Zoë; Luijkx, Ingrid T. (2023). The Global Tipping Points Report 2023 (Report). University of Exeter.
101. ↑  Liu, Y.; Moore, J. K.; Primeau, F.; Wang, W. L. (22 December 2022). “Reduced CO2 uptake and growing nutrient sequestration from slowing overturning circulation”. Nature Climate Change 13:  83–90. doi:10.1038/s41558-022-01555-7. OSTI 2242376.
102. ↑  “Landmark study projects 'dramatic' changes to Southern Ocean by 2050”.  ABC News (2023年3月29日). 2025年3月30日閲覧。
103. ↑  “Amazon Against the Clock: A Regional Assessment on Where and How to Protect 80% by 2025”. Amazon Watch. p. 8 (2022年9月). 2022年9月10日時点のオリジナルよりアーカイブ。2025年3月30日閲覧。 “Graphic 2: Current State of the Amazon by country, by percentage / Source: RAISG (Red Amazónica de Información Socioambiental Georreferenciada) Elaborated by authors.”
104. ↑  Staal, Arie; Fetzer, Ingo; Wang-Erlandsson, Lan; Bosmans, Joyce H. C.; Dekker, Stefan C.; van Nes, Egbert H.; Rockström, Johan; Tuinenburg, Obbe A. (2020-10-05). “Hysteresis of tropical forests in the 21st century” (英語). Nature Communications 11 (1):  4978. Bibcode: 2020NatCo..11.4978S. doi:10.1038/s41467-020-18728-7. ISSN 2041-1723. PMC 7536390. PMID 33020475.
105. ↑  Amigo, Ignacio (2020). “When will the Amazon hit a tipping point?”. Nature 578 (7796):  505–507. Bibcode: 2020Natur.578..505A. doi:10.1038/d41586-020-00508-4. PMID 32099130.
106. ↑  Boulton, Chris A.; Lenton, Tim; Boers, Niklas (March 2022). “Pronounced loss of Amazon rainforest resilience since the early 2000s”. Nature Climate Change 12 (3):  271–278. Bibcode: 2022NatCC..12..271B. doi:10.1038/s41558-022-01287-8. ISSN 1758-6798.
107. ↑  “Climate crisis: Amazon rainforest tipping point is looming, data shows”. The Guardian. (2022年3月7日) 2022年4月18日閲覧。
108. ↑  Dakos, Vasilis; Boulton, Chris A.; Buxton, Joshua E.; Abrams, Jesse F.; Arellano-Nava, Beatriz; Armstrong McKay, David I.; Bathiany, Sebastian; Blaschke, Lana et al. (2024-08-19). “Tipping point detection and early warnings in climate, ecological, and human systems” (English). Earth System Dynamics 15 (4):  1117–1135. Bibcode: 2024ESD....15.1117D. doi:10.5194/esd-15-1117-2024. ISSN 2190-4979.
109. ↑  Wilmking, M. (2009-10-09). “Coincidence and Contradiction in the Warming Boreal Forest”. Geophysical Research Letters 32 (15):  L15715. Bibcode: 2005GeoRL..3215715W. doi:10.1029/2005GL023331 2012年1月14日閲覧。.
110. ↑  Scheffer, Marten; Hirota, Marina; Holmgren, Milena; Van Nes, Egbert H.; Chapin, F. Stuart (26 December 2012). “Thresholds for boreal biome transitions”. Proceedings of the National Academy of Sciences 109 (52):  21384–21389. Bibcode: 2012PNAS..10921384S. doi:10.1073/pnas.1219844110. ISSN 0027-8424. PMC 3535627. PMID 23236159.
111. ↑  Peng, Changhui; Ma, Zhihai; Lei, Xiangdong; Zhu, Qiuan; Chen, Huai; Wang, Weifeng; Liu, Shirong; Li, Weizhong et al. (20 November 2011). “A drought-induced pervasive increase in tree mortality across Canada's boreal forests” (英語). Nature Climate Change 1 (9):  467–471. Bibcode: 2011NatCC...1..467P. doi:10.1038/nclimate1293.
112. ↑  Ma, Zhihai; Peng, Changhui; Zhu, Qiuan; Chen, Huai; Yu, Guirui; Li, Weizhong; Zhou, Xiaolu; Wang, Weifeng et al. (30 January 2012). “Regional drought-induced reduction in the biomass carbon sink of Canada's boreal forests” (英語). Proceedings of the National Academy of Sciences 109 (7):  2423–2427. Bibcode: 2012PNAS..109.2423M. doi:10.1073/pnas.1111576109. PMC 3289349. PMID 22308340.
113. ↑  Chen, Han Y. H.; Luo, Yong (2 July 2015). “Net aboveground biomass declines of four major forest types with forest ageing and climate change in western Canada's boreal forests” (英語). Global Change Biology 21 (10):  3675–3684. Bibcode: 2015GCBio..21.3675C. doi:10.1111/gcb.12994. PMID 26136379.
114. ↑  Sulla-Menashe, Damien; Woodcock, Curtis E; Friedl, Mark A (4 January 2018). “Canadian boreal forest greening and browning trends: an analysis of biogeographic patterns and the relative roles of disturbance versus climate drivers” (英語). Environmental Research Letters 13 (1):  014007. Bibcode: 2018ERL....13a4007S. doi:10.1088/1748-9326/aa9b88.
115. ↑  “Boreal Forests and Climate Change - Changes in Climate Parameters and Some Responses, Effects of Warming on Tree Growth on Productive Sites”. 2011年7月27日時点のオリジナルよりアーカイブ。2011年3月25日閲覧。
116. ↑  Hisano, Masumi; Ryo, Masahiro; Chen, Xinli; Chen, Han Y. H. (16 May 2021). “Rapid functional shifts across high latitude forests over the last 65 years” (英語). Global Change Biology 27 (16):  3846–3858. doi:10.1111/gcb.15710. PMID 33993581.
117. ↑  Berner, Logan T.; Goetz, Scott J. (24 February 2022). “Satellite observations document trends consistent with a boreal forest biome shift” (英語). Global Change Biology 28 (10):  3846–3858. doi:10.1111/gcb.16121. PMC 9303657. PMID 35199413.
118. ↑  D'Orangeville, Loïc; Houle, Daniel; Duchesne, Louis; Phillips, Richard P.; Bergeron, Yves; Kneeshaw, Daniel (10 August 2018). “Beneficial effects of climate warming on boreal tree growth may be transitory” (英語). Nature Communications 9 (1):  3213. Bibcode: 2018NatCo...9.3213D. doi:10.1038/s41467-018-05705-4. PMC 6086880. PMID 30097584.
119. ↑  Boulanger, Yan; Puigdevall, Jesus Pascual (3 April 2021). “Boreal forests will be more severely affected by projected anthropogenic climate forcing than mixedwood and northern hardwood forests in eastern Canada” (英語). Landscape Ecology 36 (6):  1725–1740. Bibcode: 2021LaEco..36.1725B. doi:10.1007/s10980-021-01241-7.
120. ↑  Larjavaara, Markku; Lu, Xiancheng; Chen, Xia; Vastaranta, Mikko (12 October 2021). “Impact of rising temperatures on the biomass of humid old-growth forests of the world” (英語). Carbon Balance and Management 16 (1):  31. Bibcode: 2021CarBM..16...31L. doi:10.1186/s13021-021-00194-3. PMC 8513374. PMID 34642849.
121. ↑  Reich, Peter B.; Bermudez, Raimundo; Montgomery, Rebecca A.; Rich, Roy L.; Rice, Karen E.; Hobbie, Sarah E.; Stefanski, Artur (10 August 2022). “Even modest climate change may lead to major transitions in boreal forests” (英語). Nature 608 (7923):  540–545. Bibcode: 2022Natur.608..540R. doi:10.1038/s41586-022-05076-3. PMID 35948640.
122. ↑  ODI and CDKN (2014) The IPCC's Fifth Assessment Report - What's in it for Africa? Overseas Development Institute and Climate and Development Knowledge Network
123. 1 2  Brooks, Nick; Chiapello, Isabelle; Lernia, Savino Di; Drake, Nick; Legrand, Michel; Moulin, Cyril; Prospero, Joseph (2005). “The climate-environment-society nexus in the Sahara from prehistoric times to the present day” (英語). The Journal of North African Studies 10 (3–4):  253–292. doi:10.1080/13629380500336680. ISSN 1362-9387.
124. ↑  Renssen, H.; Brovkin, V.; Fichefet, T.; Goosse, H. (2003). “Holocene climate instability during the termination of the African Humid Period” (英語). Geophysical Research Letters 30 (4):  1184. Bibcode: 2003GeoRL..30.1184R. doi:10.1029/2002GL016636. ISSN 0094-8276.
125. ↑  Pausata, Francesco S.R.; Gaetani, Marco; Messori, Gabriele; Berg, Alexis; Maia de Souza, Danielle; Sage, Rowan F.; deMenocal, Peter B. (2020). “The Greening of the Sahara: Past Changes and Future Implications” (英語). One Earth 2 (3):  235–250. Bibcode: 2020OEart...2..235P. doi:10.1016/j.oneear.2020.03.002.
126. ↑  Dargie, Greta C.; Lewis, Simon L.; Lawson, Ian T.; Mitchard, Edward T.A.; Page, Susan E.; Bocko, Yannick E.; Ifo, Suspense A. (11 January 2017). “Age, extent and carbon storage of the central Congo Basin peatland complex”. Nature 542 (Month 2017):  86–90. Bibcode: 2017Natur.542...86D. doi:10.1038/nature21048. PMID 28077869.
127. 1 2  Lewis, Simon (2017年1月13日). “Guest post: Vast carbon store found under Congo swamp forest” (英語). Carbon Brief. 2023年1月15日閲覧。
128. 1 2  Lewis, Simon (2022年11月2日). “Guest post: Discovering a potential 'tipping point' for Congo's tropical peatland” (英語). Carbon Brief. 2023年1月15日閲覧。
129. ↑  Grossman, Daniel (2019年10月1日). “Inside the search for Africa's carbon time bomb” (英語). National Geographic. 2019年10月2日時点のオリジナルよりアーカイブ。2019年10月11日閲覧。
130. ↑  “Historic agreement signed to protect the world's largest tropical peatland”. UNEP - UN Environment Programme (2018年3月23日). 2025年3月30日閲覧。
131. ↑  Crezee, Bart; Dargie, Greta C.; Corneille, E. N. Ewango; Mitchard, Edward T.A.; Ovide, Emba B.; Kanyama T., Joseph; Bola, Pierre; Ndjango, Jean-Bosco N. et al. (21 July 2022). “Mapping peat thickness and carbon stocks of the central Congo Basin using field data”. Nature Geoscience 15 (August 2022):  639–644. doi:10.1038/s41561-022-00966-7. hdl:10023/26809.
132. ↑  Garcin, Yannick; Schefuß, Enno; Dargie, Greta C.; Hawthorne, Donna; Lawson, Ian T.; Sebag, David; Biddulph, George E.; Crezee, Bart et al. (2 November 2022). “Hydroclimatic vulnerability of peat carbon in the central Congo Basin”. Nature 612 (November 2022):  277–282. doi:10.1038/s41586-022-05389-3. PMC 9729114. PMID 36323786.
133. ↑  Gibbens, Sarah (2020年6月4日). “The world's coral reefs are dying—here's how scientists plan to save them”. National Geographic. 2021年2月19日時点のオリジナルよりアーカイブ。2022年7月17日閲覧。
134. ↑  Hughes, Terry P.; Kerry, James T.; Álvarez-Noriega, Mariana; Álvarez-Romero, Jorge G.; Anderson, Kristen D.; Baird, Andrew H.; Babcock, Russell C.; Beger, Maria et al. (2017). “Global warming and recurrent mass bleaching of corals”. Nature 543 (7645):  373–377. Bibcode: 2017Natur.543..373H. doi:10.1038/nature21707. hdl:20.500.11937/52828. ISSN 1476-4687. PMID 28300113.
135. ↑  “'Bright white skeletons': some Western Australian reefs have the lowest coral cover on record”. The Conversation (2019年5月21日). 2022年7月17日閲覧。
136. ↑  Worland, Justin. “Explore This Coral Reef Before it Disappears”. Time 2022年7月17日閲覧。.
137. ↑  Holbrook, Sally J.; Schmitt, Russell J.; Adam, Thomas C.; Brooks, Andrew J. (2016). “Coral Reef Resilience, Tipping Points and the Strength of Herbivory”. Scientific Reports 6 (1):  35817. Bibcode: 2016NatSR...635817H. doi:10.1038/srep35817. ISSN 2045-2322. PMC 5090207. PMID 27804977.
138. ↑  IPCC (2018). “Summary for Policymakers”. Global warming of 1.5°C: An IPCC Special Report on the impacts of global warming of 1.5°C. pp. 8
139. ↑  Schneider, Tapio; Kaul, Colleen M.; Pressel, Kyle G. (2019). “Possible climate transitions from breakup of stratocumulus decks under greenhouse warming”. Nature Geoscience 12 (3):  163–167. Bibcode: 2019NatGe..12..163S. doi:10.1038/s41561-019-0310-1.
140. ↑  Wolchover, Natalie (2019年2月25日). “A World Without Clouds”. Quanta Magazine. 2022年10月2日閲覧。
141. ↑  Schneider, Tapio; Kaul, Colleen M.; Pressel, Kyle G. (2020). “Solar geoengineering may not prevent strong warming from direct effects of CO2 on stratocumulus cloud cover”. PNAS 117 (48):  30179–30185. Bibcode: 2020PNAS..11730179S. doi:10.1073/pnas.2003730117. PMC 7720182. PMID 33199624.
142. 1 2  “Extreme CO2 levels could trigger clouds 'tipping point' and 8C of global warming”. Carbon Brief (2019年2月25日). 2022年10月2日閲覧。
143. ↑  Voosen, Paul (2019年2月26日). “A world without clouds? Hardly clear, climate scientists say”
144. ↑  Turner, Ben (2021年6月12日). “Dramatic climate domino effects could be unleashed after less than 2 degrees of warming, a new study reveals” (英語). livescience.com. 2022年7月23日閲覧。
145. ↑  “Overshooting climate targets could significantly increase risk for tipping cascades” (英語). Potsdam Institute for Climate Impact Research via phys.org 2023年1月17日閲覧。
146. ↑  Wunderling, Nico; Winkelmann, Ricarda; Rockström, Johan; Loriani, Sina; Armstrong McKay, David I.; Ritchie, Paul D. L.; Sakschewski, Boris; Donges, Jonathan F. (January 2023). “Global warming overshoots increase risks of climate tipping cascades in a network model” (英語). Nature Climate Change 13 (1):  75–82. Bibcode: 2023NatCC..13...75W. doi:10.1038/s41558-022-01545-9. ISSN 1758-6798.
147. ↑  Carrington, Damian (2019年11月27日). “Climate emergency: world "may have crossed tipping points"”. the Guardian
148. ↑  “Tipping Points: Why we might not be able to reverse climate change”. ClimateScience. 2022年7月17日閲覧。
149. 1 2  Duque-Villegas, Mateo; Salazar, Juan Fernando; Rendón, Angela Maria (2019). “Tipping the ENSO into a permanent El Niño can trigger state transitions in global terrestrial ecosystems”. Earth System Dynamics 10 (4):  631–650. Bibcode: 2019ESD....10..631D. doi:10.5194/esd-10-631-2019. ISSN 2190-4979.
150. ↑  Arias, Paola A.; Bellouin, Nicolas; Coppola, Erika; Jones, Richard G. et al. (2021). “Technical Summary”. IPCC AR6 WG1. pp. 88
151. ↑  Stolbova, Veronika; Surovyatkina, Elena; Bookhagen, Bodo; Kurths, Jürgen (2016). “Tipping elements of the Indian monsoon: Prediction of onset and withdrawal”. Geophysical Research Letters 43 (8):  3982–3990. Bibcode: 2016GeoRL..43.3982S. doi:10.1002/2016GL068392. hdl:2164/9132.
152. ↑  Katzenberger, Anja; Schewe, Jacob; Pongratz, Julia; Levermann, Anders (2021). “Robust increase of Indian monsoon rainfall and its variability under future warming in CMIP-6 models”. Earth System Dynamics 12 (2):  367–386. Bibcode: 2021ESD....12..367K. doi:10.5194/esd-12-367-2021.
153. ↑  Arias, Paola A.; Bellouin, Nicolas; Coppola, Erika; Jones, Richard G. et al. (2021). “Technical Summary”. IPCC AR6 WG1. pp. 100
154. 1 2  Schellnhuber, Hans Joachim; Winkelmann, Ricarda; Scheffer, Marten; Lade, Steven J.; Fetzer, Ingo; Donges, Jonathan F.; Crucifix, Michel; Cornell, Sarah E. et al. (2018). “Trajectories of the Earth System in the Anthropocene”. Proceedings of the National Academy of Sciences 115 (33):  8252–8259. Bibcode: 2018PNAS..115.8252S. doi:10.1073/pnas.1810141115. ISSN 0027-8424. PMC 6099852. PMID 30082409.
155. ↑  Sparrow, Katy J.; Kessler, John D.; Southon, John R.; Garcia-Tigreros, Fenix; Schreiner, Kathryn M.; Ruppel, Carolyn D.; Miller, John B.; Lehman, Scott J. et al. (17 January 2018). “Limited contribution of ancient methane to surface waters of the U.S. Beaufort Sea shelf”. Science Advances 4 (1):  eaao4842. Bibcode: 2018SciA....4.4842S. doi:10.1126/sciadv.aao4842. PMC 5771695. PMID 29349299.
156. ↑  Mau, S.; Römer, M.; Torres, M. E.; Bussmann, I.; Pape, T.; Damm, E.; Geprägs, P.; Wintersteller, P. et al. (23 February 2017). “Widespread methane seepage along the continental margin off Svalbard - from Bjørnøya to Kongsfjorden”. Scientific Reports 7:  42997. Bibcode: 2017NatSR...742997M. doi:10.1038/srep42997. PMC 5322355. PMID 28230189.
157. ↑  Silyakova, Anna; Jansson, Pär; Serov, Pavel; Ferré, Benedicte; Pavlov, Alexey K.; Hattermann, Tore; Graves, Carolyn A.; Platt, Stephen M. et al. (1 February 2020). “Physical controls of dynamics of methane venting from a shallow seep area west of Svalbard”. Continental Shelf Research 194:  104030. Bibcode: 2020CSR...19404030S. doi:10.1016/j.csr.2019.104030. hdl:10037/16975.
158. ↑  Fox-Kemper, B.; Hewitt, H.T.; Xiao, C.; Aðalgeirsdóttir, G.; Drijfhout, S.S.; Edwards, T.L.; Golledge, N.R.; Hemer, M. et al. (2021). Masson-Delmotte, V.; Zhai, P.; Pirani, A. et al.. eds. “Chapter 5: Global Carbon and other Biogeochemical Cycles and Feedbacks”. Climate Change 2021: The Physical Science Basis. Contribution of Working Group I to the Sixth Assessment Report of the Intergovernmental Panel on Climate Change (Cambridge University Press, Cambridge, UK and New York, NY, USA):  5. doi:10.1017/9781009157896.011.
159. ↑  Ashwin, Peter; Wieczorek, Sebastian; Vitolo, Renato; Cox, Peter (13 March 2012). “Tipping points in open systems: bifurcation, noise-induced and rate-dependent examples in the climate system”. Philosophical Transactions of the Royal Society A: Mathematical, Physical and Engineering Sciences 370 (1962):  1166–1184. arXiv:1103.0169. Bibcode: 2012RSPTA.370.1166A. doi:10.1098/rsta.2011.0306. ISSN 1364-503X. PMID 22291228.
160. 1 2 3  Rietkerk, Max; Bastiaansen, Robbin; Banerjee, Swarnendu; van de Koppel, Johan; Baudena, Mara; Doelman, Arjen (8 October 2021). “Evasion of tipping in complex systems through spatial pattern formation” (英語). Science 374 (6564):  eabj0359. doi:10.1126/science.abj0359. hdl:1874/413153. ISSN 0036-8075. PMID 34618584.
161. ↑  O'Keeffe, Paul E.; Wieczorek, Sebastian (1 January 2020). “Tipping Phenomena and Points of No Return in Ecosystems: Beyond Classical Bifurcations”. SIAM Journal on Applied Dynamical Systems 19 (4):  2371–2402. arXiv:1902.01796v7. doi:10.1137/19M1242884. hdl:10468/10788.
162. ↑  Boulton, Chris A.; Allison, Lesley C.; Lenton, Tim (December 2014). “Early warning signals of Atlantic Meridional Overturning Circulation collapse in a fully coupled climate model”. Nature Communications 5 (1):  5752. Bibcode: 2014NatCo...5.5752B. doi:10.1038/ncomms6752. ISSN 2041-1723. PMC 4268699. PMID 25482065.
163. ↑  Bathiany, Sebastian; Dijkstra, Henk; Crucifix, Michel; Dakos, Vasilis; Brovkin, Victor; Williamson, Mark S.; Lenton, Tim; Scheffer, Marten (2016). “Beyond bifurcation: using complex models to understand and predict abrupt climate change”. Dynamics and Statistics of the Climate System 1 (1):  dzw004. doi:10.1093/climsys/dzw004. ISSN 2059-6987.
164. ↑  Smith, Adam B.; Revilla, Eloy; Mindell, David P.; Matzke, Nicholas; Marshall, Charles; Kitzes, Justin; Gillespie, Rosemary; Williams, John W. et al. (2012). “Approaching a state shift in Earth's biosphere”. Nature 486 (7401):  52–58. Bibcode: 2012Natur.486...52B. doi:10.1038/nature11018. hdl:10261/55208. ISSN 1476-4687. PMID 22678279.
165. ↑  Pollard, David; DeConto, Robert M. (2005). “Hysteresis in Cenozoic Antarctic ice-sheet variations”. Global and Planetary Change 45 (1–3):  9–12. Bibcode: 2005GPC....45....9P. doi:10.1016/j.gloplacha.2004.09.011.
166. 1 2  Thomas, Zoë A. (15 November 2016). “Using natural archives to detect climate and environmental tipping points in the Earth System”. Quaternary Science Reviews 152:  60–71. Bibcode: 2016QSRv..152...60T. doi:10.1016/j.quascirev.2016.09.026. ISSN 0277-3791.  オリジナルの21 November 2021時点におけるアーカイブ。 2020年4月20日閲覧。.
167. ↑  Lenton, Tim; Livina, V.N.; Dakos, V.; Van Nes, E.H.; Scheffer, M. (2012). “Early warning of climate tipping points from critical slowing down: comparing methods to improve robustness”. Philosophical Transactions of the Royal Society A: Mathematical, Physical and Engineering Sciences 370 (1962):  1185–1204. Bibcode: 2012RSPTA.370.1185L. doi:10.1098/rsta.2011.0304. ISSN 1364-503X. PMC 3261433. PMID 22291229.
168. ↑  Rosier, Sebastian (2021年4月6日). “Guest post: Identifying three "tipping points" in Antarctica's Pine Island glacier”. Carbon Brief.  オリジナルの2021年7月31日時点におけるアーカイブ。 2021年8月1日閲覧。
169. 1 2  Rosier, Sebastian H. R.; Reese, Ronja; Donges, Jonathan F.; De Rydt, Jan; Gudmundsson, G. Hilmar; Winkelmann, Ricarda (25 March 2021). “The tipping points and early warning indicators for Pine Island Glacier, West Antarctica”. The Cryosphere 15 (3):  1501–1516. Bibcode: 2021TCry...15.1501R. doi:10.5194/tc-15-1501-2021. ISSN 1994-0416.  オリジナルの1 August 2021時点におけるアーカイブ。 2021年8月1日閲覧。.
170. 1 2 3  Brovkin, Victor; Brook, Edward; Williams, John W.; Bathiany, Sebastian et al. (29 July 2021). “Past abrupt changes, tipping points and cascading impacts in the Earth system”. Nature Geoscience 14 (8):  550–558. Bibcode: 2021NatGe..14..550B. doi:10.1038/s41561-021-00790-5.  オリジナルの30 July 2021時点におけるアーカイブ。 2021年8月1日閲覧。.
171. ↑  Liu, Yanlan; Kumar, Mukesh; Katul, Gabriel G.; Porporato, Amilcare (November 2019). “Reduced resilience as an early warning signal of forest mortality”. Nature Climate Change 9 (11):  880–885. Bibcode: 2019NatCC...9..880L. doi:10.1038/s41558-019-0583-9. ISSN 1758-6798.  オリジナルの1 August 2021時点におけるアーカイブ。 2021年8月1日閲覧。.
172. ↑  Boers, Niklas; Rypdal, Martin (25 May 2021). “Critical slowing down suggests that the western Greenland Ice Sheet is close to a tipping point”. Proceedings of the National Academy of Sciences 118 (21):  e2024192118. Bibcode: 2021PNAS..11824192B. doi:10.1073/pnas.2024192118. ISSN 0027-8424. PMC 8166178. PMID 34001613.
173. ↑  “Climate Change 2021: The Physical Science Basis. Contribution of Working Group I to the Sixth Assessment Report of the Intergovernmental Panel on Climate Change. (2021). Chapter 1: Framing, Context and Methods, Section 1.4.4.3” (英語). www.ipcc.ch. 2025年3月28日閲覧。
174. ↑  Lenton, Tim (2011). “Early warning of climate tipping points”. Nature Climate Change 1 (4):  201–209. Bibcode: 2011NatCC...1..201L. doi:10.1038/nclimate1143. ISSN 1758-6798.
175. ↑  Ditlevsen, Peter D.; Johnsen, Sigfus J. (2010). “Tipping points: Early warning and wishful thinking”. Geophysical Research Letters 37 (19):  n/a. Bibcode: 2010GeoRL..3719703D. doi:10.1029/2010GL044486. ISSN 1944-8007.
176. ↑  Wieczorek, S.; Ashwin, P.; Luke, C. M.; Cox, P. M. (8 May 2011). “Excitability in ramped systems: the compost-bomb instability”. Proceedings of the Royal Society A: Mathematical, Physical and Engineering Sciences 467 (2129):  1243–1269. Bibcode: 2011RSPSA.467.1243W. doi:10.1098/rspa.2010.0485. ISSN 1364-5021.
177. ↑  Luke, C. M.; Cox, P. M. (2011). “Soil carbon and climate change: from the Jenkinson effect to the compost-bomb instability”. European Journal of Soil Science 62 (1):  5–12. Bibcode: 2011EuJSS..62....5L. doi:10.1111/j.1365-2389.2010.01312.x. ISSN 1365-2389.
178. ↑  Lohmann, Johannes; Ditlevsen, Peter D. (2021). “Risk of tipping the overturning circulation due to increasing rates of ice melt”. Proceedings of the National Academy of Sciences 118 (9):  e2017989118. Bibcode: 2021PNAS..11817989L. doi:10.1073/pnas.2017989118. ISSN 0027-8424. PMC 7936283. PMID 33619095.
179. ↑  Kulp, Scott A.; Strauss, Benjamin H. (2019-10-29). “New elevation data triple estimates of global vulnerability to sea-level rise and coastal flooding” (英語). Nature Communications 10 (1):  4844. Bibcode: 2019NatCo..10.4844K. doi:10.1038/s41467-019-12808-z. ISSN 2041-1723. PMC 6820795. PMID 31664024.
180. ↑  van Westen, René M.; Kliphuis, Michael; Dijkstra, Henk A. (2024-02-09). “Physics-based early warning signal shows that AMOC is on tipping course” (英語). Science Advances 10 (6):  eadk1189. arXiv:2308.01688. Bibcode: 2024SciA...10K1189V. doi:10.1126/sciadv.adk1189. ISSN 2375-2548. PMC 10857529. PMID 38335283.
181. ↑  Loriani, Sina; Aksenov, Yevgeny; Dijkstra, Henk; England, Matt; Fedoroc, Alexey; Messori, Gabriele; Pausata, Francesco; Sallée, JB et al. (2023-12-06). “Global Tipping Points Report 2023 - Chapter 1.4: Tipping points in ocean and atmosphere circulations”. Global Tipping Points Report.
182. ↑  OECD (2022) (英語). Climate Tipping Points: Insights for Effective Policy Action. Paris: Organisation for Economic Co-operation and Development. doi:10.1787/abc5a69e-en. ISBN 978-92-64-85876-3
183. ↑  Ritchie, Paul D. L.; Smith, Greg S.; Davis, Katrina J.; Fezzi, Carlo; Halleck-Vega, Solmaria; Harper, Anna B.; Boulton, Chris A.; Binner, Amy R. et al. (2020-01-13). “Shifts in national land use and food production in Great Britain after a climate tipping point” (英語). Nature Food 1 (1):  76–83. doi:10.1038/s43016-019-0011-3. ISSN 2662-1355.
184. ↑  Steffen, Will; Rockström, Johan; Richardson, Katherine; Lenton, Timothy M.; Folke, Carl; Liverman, Diana; Summerhayes, Colin P.; Barnosky, Anthony D. et al. (2018-08-14). “Trajectories of the Earth System in the Anthropocene” (英語). Proceedings of the National Academy of Sciences 115 (33):  8252–8259. Bibcode: 2018PNAS..115.8252S. doi:10.1073/pnas.1810141115. PMC 6099852. PMID 30082409.
185. ↑  Betts, Richard (2018年8月9日). “Hothouse Earth: here's what the science actually does – and doesn't – say” (英語). The Conversation. 2024年10月16日閲覧。
186. ↑  Wang, Seaver; Foster, Adrianna; Lenz, Elizabeth A.; Kessler, John D.; Stroeve, Julienne C.; Anderson, Liana O.; Turetsky, Merritt; Betts, Richard et al. (2023-02-15). “Mechanisms and Impacts of Earth System Tipping Elements” (英語). Reviews of Geophysics 61 (1). Bibcode: 2023RvGeo..6100757W. doi:10.1029/2021RG000757. ISSN 8755-1209.
187. 1 2  Brovkin, Victor; Brook, Edward; Williams, John W.; Bathiany, Sebastian; Lenton, Tim; Barton, Michael; DeConto, Robert M.; Donges, Jonathan F. et al. (2021). “Past abrupt changes, tipping points and cascading impacts in the Earth system”. Nature Geoscience 14 (8):  550–558. Bibcode: 2021NatGe..14..550B. doi:10.1038/s41561-021-00790-5. ISSN 1752-0908.